# Burundi
Burundi, oficialmente República de Burundi (en kirundi: Republika y'u Burundi, pronunciado /buˈɾundi/; en francés: République du Burundi, pronunciado /by.ʁynˈdi/), es un Estado soberano, ubicado en la región de los grandes lagos en África Oriental, que carece de salida al mar. Limita al norte con Ruanda, al sur y este con Tanzania, y al oeste con la República Democrática del Congo. Tiene una población estimada de 12 889 577 habitantes  y su territorio se extiende sobre una superficie de 27 830 km². Su capital es la recientemente establecida Guitega. Otras ciudades importantes son Buyumbura, la ciudad más poblada con un millón de habitantes, y Ngozi. A pesar de carecer de litoral marino, parte de su frontera occidental limita con el lago Tanganica.
Los pueblos twa, tutsi y hutu son los más antiguos de Burundi, han ocupado el país desde su formación hace cinco siglos. Burundi fue gobernado como un reino por el pueblo tutsi durante más de doscientos años. Sin embargo, al inicio del siglo XX, Alemania y Bélgica ocuparon la región, y Burundi y Ruanda se convirtieron en una colonia europea conocida como Ruanda-Urundi.
El antiguo nombre del país era Urundi-Ubrundi-Bruwanda. Urundi es la abreviación de Urundi Ruanda ("La otra Ruanda"), tal como las fuerzas coloniales belgas solían referirse al territorio. El nombre actual del país proviene del lenguaje bantú kirundi.
La inestabilidad política ocurrida en la región debido a diferencias entre los tutsi y los hutu, provocó dos guerras civiles y genocidios en el año 1970 y de nuevo en los años 1990 (véase Guerra civil de Burundi). Actualmente, Burundi es gobernado como una república representativa presidencialista democrática.
El 61 % de la población es católica, el 21 % es protestante, el 2,5 % es musulmán «y el porcentaje restante es animista o pertenece a otras denominaciones cristianas.»
Burundi es uno de los países más pobres del mundo y en 2021 tuvo el PIB per cápita más bajo del mundo según el Banco Mundial. El PIB de Burundi es bajo debido a las guerras civiles, la corrupción, el pobre acceso a los servicios de educación y salud, una infraestructura débil y los efectos del VIH/sida. Burundi está densamente superpoblada, con una emigración sustancial. El cobalto y el cobre son sus principales recursos naturales, y algunas de las principales exportaciones son azúcar y café. Hoy en día, Burundi sigue siendo una sociedad abrumadoramente rural, con solo el 13 % de la población viviendo en zonas urbanas según datos del 2013 y la ocupación de las poblaciones rurales ha provocado la deforestación masiva, la erosión del suelo y la pérdida de hábitat.

## Historia

La bandera del Reino de Burundi (1962-1966)

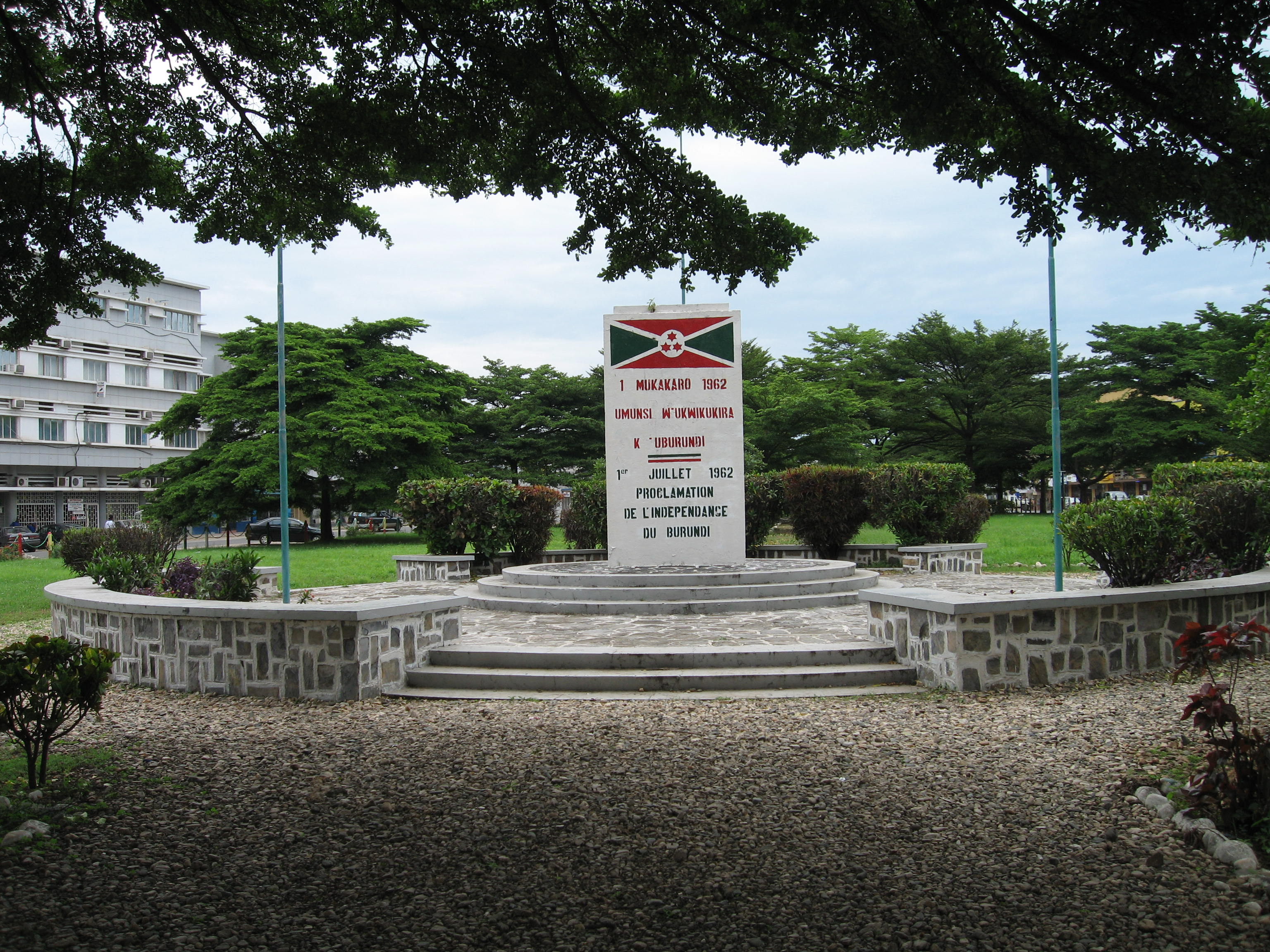
Plaza de la Independencia y monumento en Buyumbura

Burundi es uno de los pocos países de África que, junto con la vecina Ruanda, con la que está muy relacionado, es la continuación directa de un antiguo Estado africano. Los orígenes de Burundi se conocen solo a través de una mezcla de fuentes históricas orales y de arqueología. Existen dos leyendas principales que narran la fundación de Burundi. La más popular cuenta la historia de un ruandés llamado Cambarantama, al que atribuye la fundación de la nación. La otra versión, más habitual en el Burundi precolonial, decía que Cambarantama provenía del Estado meridional de Buha. La noción del origen ruandés del reino fue promovida por los colonizadores europeos, porque se adaptaba a su ideal de una clase dirigente que provenía del noreste hamítico. La teoría ha continuado hasta convertirse en un dogma semioficial en el moderno Estado de Burundi. Los historiadores dudan del origen hamítico de los Tutsi, aunque aún se cree que sus ancestros migraron desde el norte a lo que es hoy Burundi en el siglo XV.
La primera prueba de la existencia del Estado de Burundi es del siglo XVI, cuando este emerge al pie de las colinas orientales. Durante los siguientes siglos se expande, anexionándose pequeños vecinos y llegando a competir con Ruanda. Alcanzó su mayor extensión durante el reinado de Ntare Rugama, que rigió la nación entre 1796 y 1850 aproximadamente y vio como el reino doblaba su tamaño.
El Reino de Burundi se caracterizaba por la autoridad política jerárquica y el intercambio económico tributario. El rey, conocido como el (U)mwami encabezaba una aristocracia ((a)baganwa) que poseía la mayor parte de las tierras y exigía un tributo o tasa de los campesinos y ganaderos locales. A mediados del siglo XVIII, esta realeza tutsi consolidó su autoridad sobre la tierra, producción y distribución con el desarrollo del ubugabire— una relación clientelar similar a las características de la Europa del feudalismo, en la que el pueblo recibía protección real a cambio de tributos.
Aunque los exploradores europeos y los misioneros hicieron breves incursiones en la zona tan pronto como en 1856, no fue hasta 1899 que Burundi se convirtió en parte del África Oriental Alemana. A diferencia de la monarquía ruandesa, que decidió aceptar los avances alemanes, el rey de Burundi, Mwezi Gisabo, se opuso a toda influencia europea, rechazando llevar atuendo europeo y resistiéndose al avance de los misioneros y administradores. Los alemanes utilizaron la fuerza armada con éxito, aunque no pudieron acabar con el poder del rey. Finalmente, apoyaron al yerno del rey, Maconco, en una revuelta contra Gisabo. Gisabo tuvo que aceptar la tutela de los alemanes y los alemanes le ayudaron a acabar con la revuelta de Maconco. Los pequeños reinos que se encontraban a lo largo de la orilla occidental del lago Victoria fueron anexionados a Burundi.
Antigua colonia alemana y belga, en 1962 consiguió la independencia y se restauró la antigua monarquía tutsi, bajo la figura del rey Mwambutsa IV. Se proclamó la república en 1966. Burundi ha sido desde los años 60 escenario de varios golpes de Estado y masacres producidas por la rivalidad entre las dos etnias principales del país, los hutus y los tutsis, especialmente entre 1993 y 1999, en que la violencia étnica entre facciones hutu y tutsi en Burundi produjo centenares de miles de refugiados y unos 250 000 muertos. A pesar de que algunos refugiados han vuelto desde países vecinos, los enfrentamientos interétnicos han obligado a otros a huir. Las tropas de Burundi, para asegurar sus fronteras, han intervenido en el conflicto de la República Democrática del Congo.

## Gobierno y Política
Aunque la élite política de los tutsi ha gobernado el país durante siglos, tras la última reforma constitucional del 2005, un hutu, Pierre Nkurunziza, fue elegido presidente. El 13 de mayo de 2015 se produce un intento de golpe de Estado liderado por el mayor general Godefroid Niyombare, el cual fue arrestado el 15 de mayo.
En noviembre de 1995, los presidentes de Burundi, Ruanda, Uganda y Zaire (actualmente República Democrática del Congo) anunciaron una iniciativa regional para una paz negociada en Burundi, favorecida por el antiguo presidente tanzano Julius Nyerere. En julio de 1996, el antiguo presidente de Burundi, Pierre Buyoya, regresó al poder mediante un golpe no sangriento. Se autoproclamó presidente de un Gobierno de transición e incluso suspendió la Asamblea Nacional, ilegalizó los grupos de oposición e impuso el toque de queda en todo el país.
El golpe recibió la condena de todos los países de la región, que impusieron sanciones económicas a Burundi en espera de un regreso a la normalidad constitucional. Buyoya accedió en 1996 a legalizar los partidos políticos. Sin embargo, las luchas entre el ejército y las milicias hutu continuaron. En junio de 1998, Buyoya promulgó una constitución de transición y anunció la colaboración entre el Gobierno y la Asamblea Nacional, encabezada por la oposición. Después de la muerte de Julius Nyerere en octubre de 1999, los líderes regionales nombraron a Nelson Mandela como árbitro del proceso de paz de Arusha. Con Mandela, el proceso de paz revivió y se realizaron importantes progresos.

### Derechos humanos
En materia de derechos humanos, respecto a la pertenencia a los siete organismos de la Carta Internacional de Derechos Humanos, que incluyen al Comité de Derechos Humanos (HRC), Burundi ha firmado o ratificado:
| Burundi | Tratados internacionales | Tratados internacionales | Tratados internacionales | Tratados internacionales  | Tratados internacionales  | Tratados internacionales | Tratados internacionales | Tratados internacionales | Tratados internacionales    | Tratados internacionales | Tratados internacionales | Tratados internacionales | Tratados internacionales    | Tratados internacionales  | Tratados internacionales | Tratados internacionales  | Tratados internacionales    | Tratados internacionales    |
| --- | --- | ------------------------ | --- | ------------------------- | ------------------------- | ------------------------ | ------------------------ | ------------------------ | --------------------------- | --- | ------------------------ | ------------------------ | --------------------------- | ------------------------- | ------------------------ | ------------------------- | --------------------------- | --------------------------- |
| Burundi | CESCR | CESCR                    | CCPR | CCPR                      | CCPR                      | CERD                     | CED                      | CEDAW                    | CEDAW                       | CAT | CAT                      | CRC                      | CRC                         | CRC                       | CRC                      | MWC                       | CRPD                        | CRPD                        |
| Burundi | CESCR | CESCR-OP                 | CCPR | CCPR-OP1                  | CCPR-OP2-DP               | CERD                     | CED                      | CEDAW                    | CEDAW-OP                    | CAT | CAT-OP                   | CRC                      | CRC-OP-AC                   | CRC-OP-SC                 | CRC-OP-CP                | MWC                       | CRPD                        | CRPD-OP                     |
| Pertenencia | Burundi ha reconocido la competencia de recibir y procesar comunicaciones individuales por parte de los órganos competentes. | Sin información.         | Burundi ha reconocido la competencia de recibir y procesar comunicaciones individuales por parte de los órganos competentes. | Ni firmado ni ratificado. | Ni firmado ni ratificado. | Firmado y ratificado.    | Sin información.         | Firmado y ratificado.    | Firmado pero no ratificado. | Burundi ha reconocido la competencia de recibir y procesar comunicaciones individuales por parte de los órganos competentes. | Sin información.         | Firmado y ratificado.    | Firmado pero no ratificado. | Ni firmado ni ratificado. | Sin información.         | Ni firmado ni ratificado. | Firmado pero no ratificado. | Firmado pero no ratificado. |
| Firmado y ratificado, firmado, pero no ratificado, ni firmado ni ratificado, sin información, ha accedido a firmar y ratificar el órgano en cuestión, pero también reconoce la competencia de recibir y procesar comunicaciones individuales por parte de los órganos competentes. | |                          | |                           |                           |                          |                          |                          |                             | |                          |                          |                             |                           |                          |                           |                             |                             |

El Informe sobre la Trata de Personas (Trafficking in Persons, TIP) es un documento relevante que describe bien la situación de respeto a los Derechos Humanos y la vida de las personas en todo el mundo. El informe de 2017 considera que el Gobierno de este país no ha cumplido con los estándares mínimos de respeto de los derechos humanos, ni se ha esforzado lo suficiente para lograrlo, pese a pequeños avances. Se destaca la importancia de incrementar la protección de las víctimas y la implementación de normas más severas. La actual legislación, por ejemplo, no contempla entre los casos de trabajo forzado aquellos en los que una persona podría haber consentido inicialmente aceptar un trabajo, pero después se vio forzada a continuar en él. El informe reprocha, además, a las autoridades burundesas no elaborar informes sobre el tráfico de personas, lo que dificulta determinar el número exacto de víctimas.
El informe de 2019 considera que el Gobierno sigue sin cumplir con los estándares mínimos de respeto al tráfico de personas, ni se ha esforzado lo suficiente para lograrlo. El Gobierno informó haber investigado diez casos de trata durante el año, pero no reportó ningún procesamiento o condena. Se mantuvo la corrupción y la complicidad oficial en los delitos de trata, preocupaciones importantes, que potencialmente inhiben la aplicación de la ley.

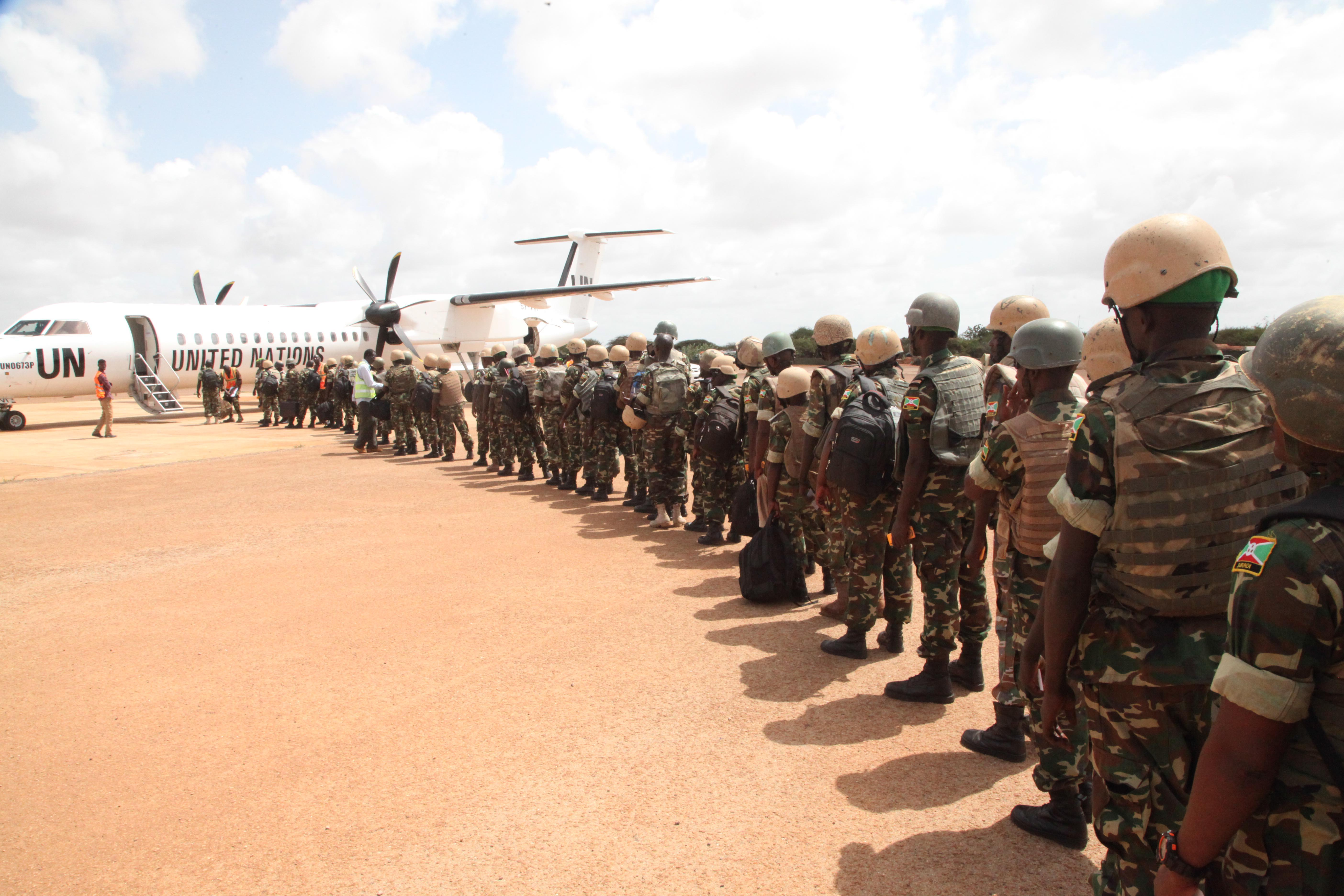
Soldados burundeses que forman parte de la Misión de la Unión Africana en Somalia (AMISOM) parten hacia Burundi tras finalizar su periodo de servicio en 2016.

### Defensa
La Fuerza de Defensa Nacional de Burundi (en francés: Force de Défense Nationale Burundaise, o FDNB) es la organización militar estatal responsable de la defensa de Burundi.
Las fuerzas armadas están dirigidas por un Estado Mayor General (État-Major Général), compuesto por un Estado Mayor Conjunto (État-Major inter-armes), un Estado Mayor de Formación (État-Major de la Formation) y un Estado Mayor de Logística (État-Major de la Logistique). Existen comandos navales y de aviación, así como unidades especializadas.
Bajo el dominio colonial belga, el estatus obligatorio de Ruanda-Urundi establecía límites al reclutamiento de barundíes para el servicio militar. En su lugar, Ruanda-Urundi estaba guarnecida por una pequeña unidad de la Force Publique reclutada en el Congo Belga que combinaba su función militar con la de gendarmería. Sus miembros eran conocidos popularmente como Bamina en Burundi, por la gran base militar de Kamina en el Congo.
Burundi se independizó el 1 de julio de 1962 con el ejército organizado en ocho pelotones. En octubre de 1965 se produjo un intento de golpe de Estado dirigido por la policía dominada por los hutus, pero fracasó. El ejército, dominado por los tutsis y dirigido entonces por el capitán Michel Micombero, purgó a los hutus de sus filas y llevó a cabo ataques de represalia que acabaron con la vida de hasta 5000 personas, en un precedente de los genocidios burundeses. Micombero se convirtió entonces en Primer ministro.

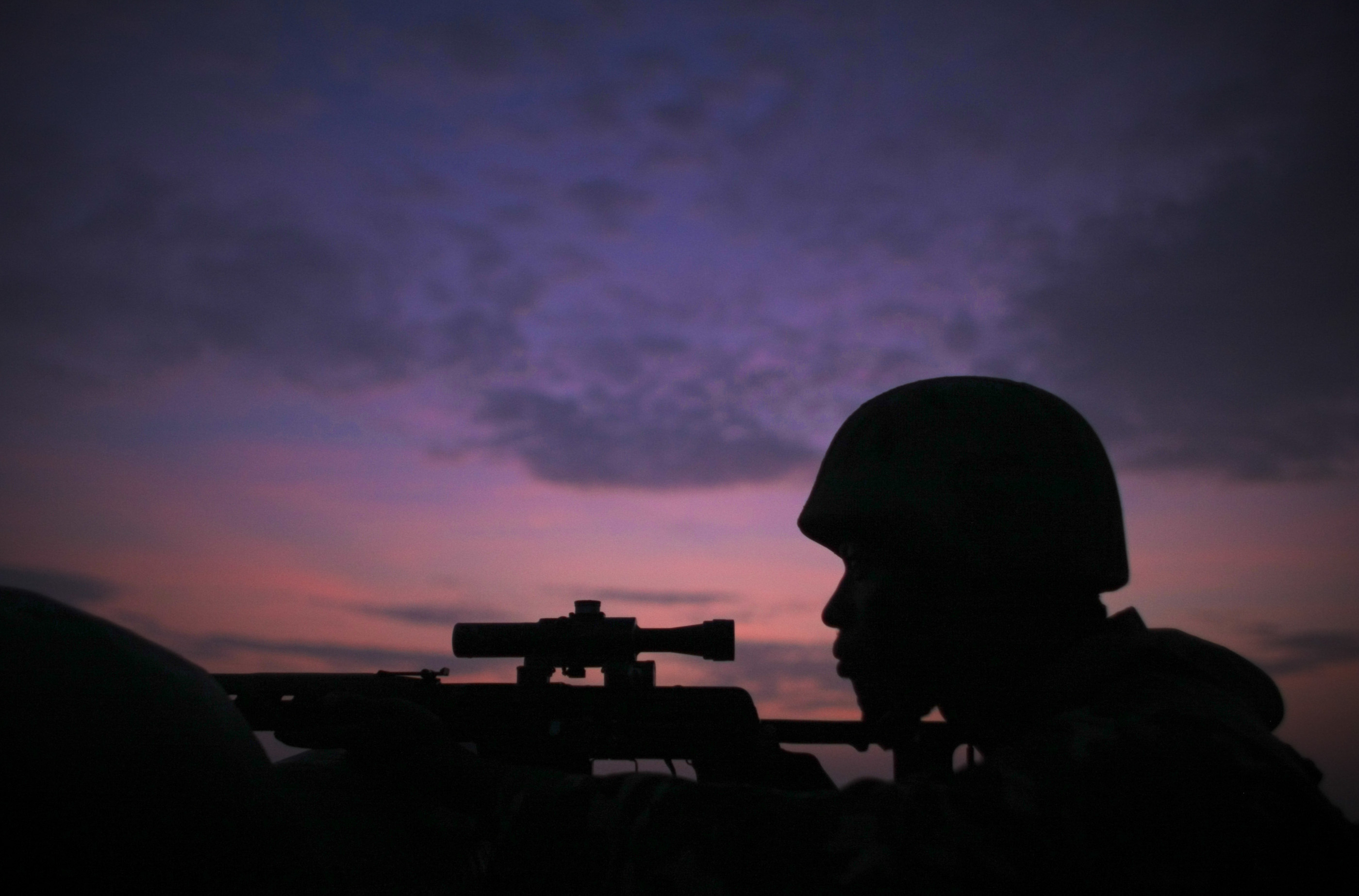
Un francotirador de Burundi visto en una posición de primera línea

El rey Mwambutsa IV, que había huido del país durante el intento de golpe de octubre de 1965, fue depuesto por un golpe de Estado en julio de 1966 y su hijo adolescente, el príncipe heredero Carlos Ndizeye, reclamó el trono como rey Ntare V. Más tarde, ese mismo año, el primer ministro, el entonces coronel Michel Micombero, llevó a cabo otro golpe de Estado en noviembre de 1966, esta vez deponiendo a Ntare, aboliendo la monarquía y declarando la nación república. 
Como presidente, Micombero se convirtió en un defensor del socialismo africano y recibió el apoyo de China. Impuso un férreo régimen de ley y orden y reprimió duramente el militarismo hutu. Tras el golpe de Estado que depuso la monarquía, Micombero se convirtió en el primer general de la historia de Burundi. También fue comisionado por el Consejo Nacional de la Revolución (francés: Consejo Nacional de la Revolución (CNR)) y nombrado Teniente General. A su vez, Micombero elevó a Thomas Ndabemeye al grado de General de División. Fueron los únicos generales de la Primera República.
En 1972, el ejército y el gobierno de Burundi, dominados por los tutsis, llevaron a cabo una serie de asesinatos en masa, los ikiza, a menudo calificados de genocidio, principalmente contra los hutus educados y de élite que vivían en el país. Estimaciones conservadoras sitúan el número de víctimas mortales del suceso entre 100 000 y 150 000, mientras que otros cálculos llegan hasta los 300 000. Esto incluyó una purga de todos los hutus y algunos tutsis políticamente desfavorables del ejército, reduciéndolo a unos 2300 miembros El 30 de diciembre de 1974 se creó una división naval.

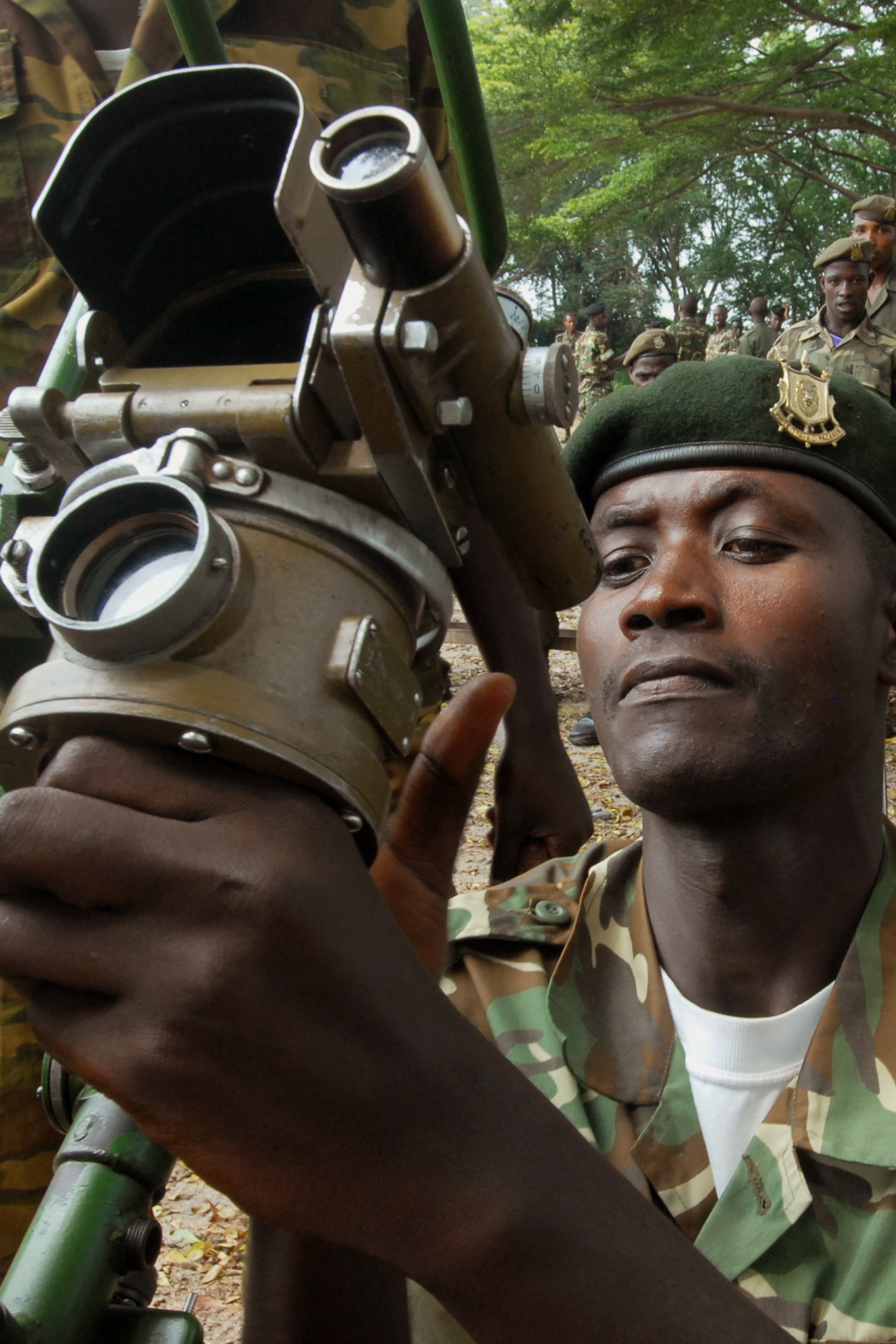
Un militar de Burundi durante un ejercicio de entrenamiento

Tras los disturbios de Burundi, el personal tuvo que elegir entre apoyar al presidente Pierre Nkurunziza, con quien algunos combatieron cuando era comandante militar, u oponerse a él. Entrevistado por Reuters el 14 de mayo de 2015, un analista de África en Verisk Maplecroft dijo que un golpe de Estado entonces informó en curso por el general de división Godefroid Niyombare, ex director del servicio de inteligencia, "crudamente highlight[ed] la falta de apoyo unificado de Nkurunziza entre sus jefes militares." "Incluso si el intento de Niyombare fracasa, la credibilidad política de Nkurunziza puede quedar irremediablemente dañada".
El 121e Régiment de Parachutistes fue mencionado en artículos de prensa franceses como una de las unidades que apoyaron el intento de golpe de Estado en 2015.
Tras el golpe y las controvertidas elecciones posteriores, el jefe de Estado Mayor de las Fuerzas Armadas, el general de división Prime Niyongabo, sobrevivió a un intento de asesinato el 11 de septiembre de 2015.
En 2015/16, Laurent Touchard escribió que las BNDF incluían diez brigadas de infantería de dos batallones. 
En 2011, el IISS estimó que tres batallones burundeses estaban desplegados en Somalia. Las fuerzas del ejército en 2011 incluían, según estimaciones del IISS, 2 batallones blindados ligeros (escuadrones), siete batallones de infantería y compañías independientes; y batallones de artillería, ingenieros y defensa antiaérea (se informó de SAM portátiles SA-7 "Grial" y cañones de 14,5 mm, 23 mm y 37 mm).
También se informó de la existencia del 22.º batallón de comandos (Gitega) y del 124.º batallón de comandos (Buyumbura).
A pesar de que habían transcurrido otros seis años, el listado de 2017 del Balance Militar no había cambiado en lo esencial, salvo por un aumento del tamaño a unos 30 000 efectivos y la adición de diez batallones de infantería de reserva.
En 1981-82, el IISS estimó que las fuerzas armadas burundesas contaban con 6.000 efectivos, 2 batallones de infantería, 1 batallón aerotransportado, 1 batallón de comandos y una compañía de carros blindados. La misma estimación se repitió en la edición de 1988-89, salvo que la cifra de efectivos se había reducido a 5500.

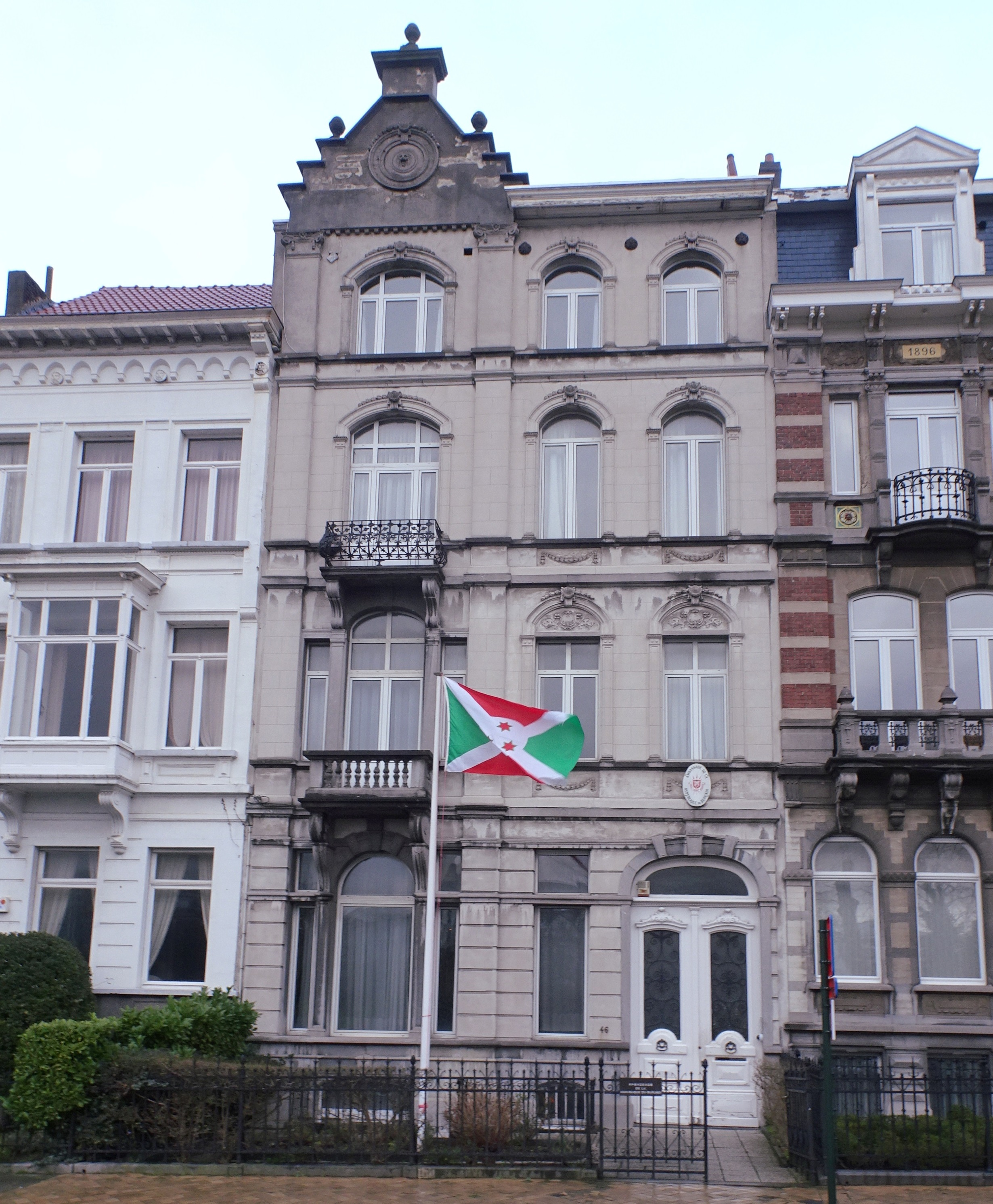
Embajada de Burundi en Bruselas, Bélgica

### Política Exterior
Burundi es miembro del BAfD, CEEAC, CEPGL, CEPA, FAO, G-77, BIRF, OACI, ICRM, AIF, FIDA, IFC, IFRCS, OIT, FMI, Intelsat (usuario no signatario), Interpol, COI, UIT, MNOAL, OUA, OPAQ, PMAESA, ONU, UNCTAD, UNESCO, ONUDI, UPU, OMS, OMPI, OMM, OTAN y OTRO.
Las relaciones de Burundi con sus vecinos se han visto a menudo afectadas por problemas de seguridad. Cientos de miles de refugiados burundeses han huido repetidamente a Ruanda, Tanzania y la República Democrática del Congo como consecuencia de la guerra civil burundesa. La mayoría de ellos, más de 340.000 desde 1993, se han exiliado en Tanzania. Algunos grupos rebeldes burundeses han utilizado los países vecinos como base para sus actividades armadas. El embargo impuesto a Burundi por otros Estados de la región en 1993 provocó tensiones, pero el levantamiento del embargo en 1999 ha mejorado considerablemente las relaciones bilaterales de Burundi.
La Oficina Integrada de las Naciones Unidas en Burundi (BINUB) fue creada por el Consejo de Seguridad de las Naciones Unidas para apoyar al gobierno de Burundi en sus esfuerzos hacia la paz y la estabilidad a largo plazo y para reemplazar el trabajo de la Operación de las Naciones Unidas en Burundi (ONUB). Su mandato estaba programado para comenzar el 1 de enero de 2007 por un período inicial de 12 meses, y su creación y misión fue el resultado de las recomendaciones de un informe del secretario general.

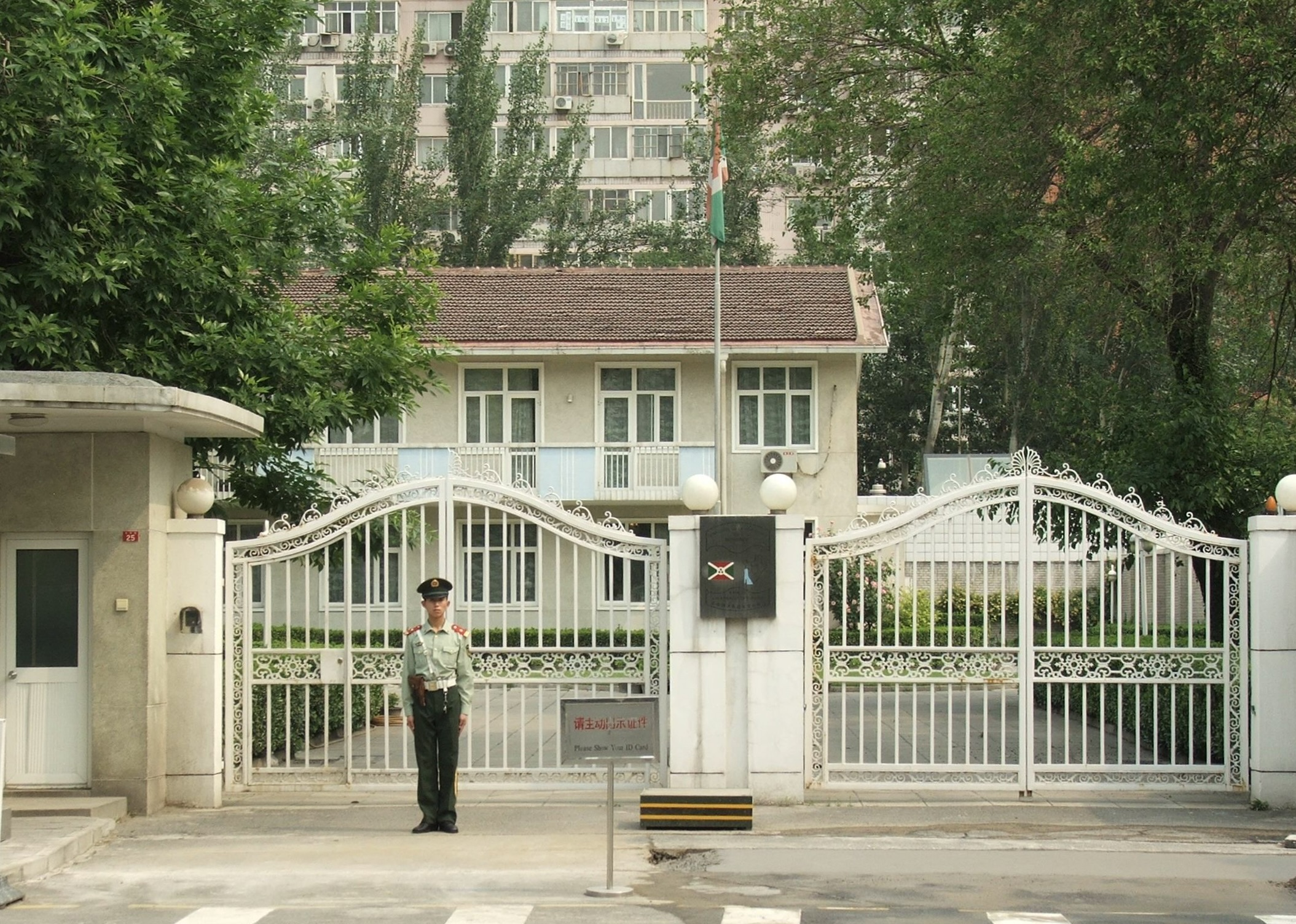
Embajada de Burundi en Pekín, China

La anterior misión de la ONU en Burundi, la ONUB, se creó para facilitar la aplicación de los acuerdos de paz firmados entre el gobierno anterior y el grupo rebelde CNDD-FDD. El líder del CNDD-FDD, Pierre Nkurunziza, ganó las elecciones de Burundi en 2005, y su partido controla de hecho el gobierno burundés.
La razón para establecer una segunda misión en Burundi, como continuación directa de las misiones de la ONUB, fue el acuerdo de alto el fuego alcanzado entre el nuevo gobierno del CNDD-FDD y el último grupo rebelde que quedaba, el Palipehutu-FNL. Este acuerdo de alto el fuego se firmó el 7 de septiembre de 2006 en Dar es Salaam, Tanzania, tras la mediación de Sudáfrica en unas conversaciones que comenzaron en mayo. Entre los puntos clave del acuerdo estaban el cese total de las hostilidades, la inmunidad temporal para los combatientes de las FNL y la desmovilización de estas tropas y su posterior integración en las fuerzas armadas de Burundi, en línea con los acuerdos de paz anteriores en este conflicto que estipulaban todos ellos acuerdos de reparto de poder en el sector de la seguridad.
La misión de la BINUB se creó para facilitar la aplicación de este acuerdo de alto el fuego, siendo el punto más importante del mandato el apoyo a la aplicación de las modalidades del acuerdo, la asistencia en la reforma del sector de la seguridad y el apoyo a la reintegración de los excombatientes. El gobierno burundés también pidió a la BINUB que ayudara a establecer el Estado de derecho, la buena gobernanza y la libertad de prensa y de los medios de comunicación.
El mandato de la BINUB se extiendió hasta finales de 2010. Fue sustituida por la Oficina de las Naciones Unidas en Burundi (BNUB) el 1 de enero de 2011.

## Organización territorial

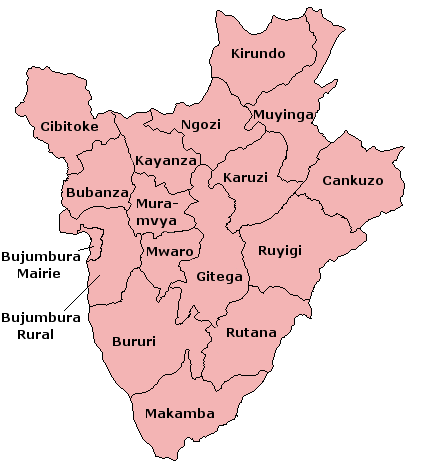
Mapa de las provincias de Burundi.

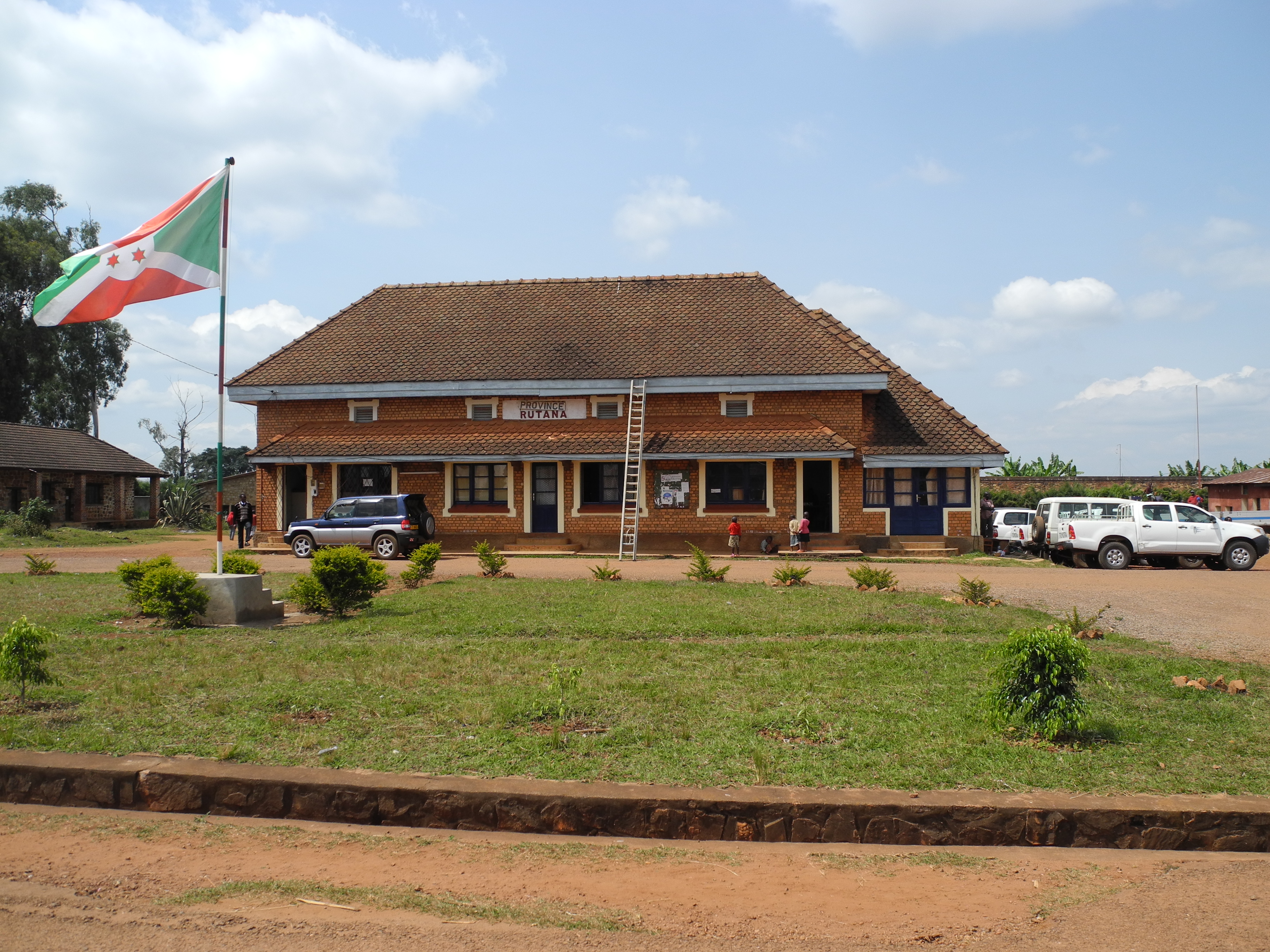
Edificio del Gobierno en la Provincia de Rutana

Burundi se divide en 18 provincias, 129 distritos y 2638 comunas. Los Gobiernos provinciales se organizan bajo estos límites. En el 2000, la provincia de Buyumbura fue dividida en dos provincias, Buyumbura rural y la Alcaldía de Buyumbura.
Las provincias son:
- Bubanza
- Buyumbura Mairie
- Buyumbura Rural
- Bururi
- Cankuzo
- Cibitoke
- Gitega
- Karuzi
- Kayanza
- Kirundo
- Makamba
- Muramvya
- Muyinga
- Mwaro
- Ngozi
- Rumonge
- Rutana
- Ruyigi

## Geografía
Burundi se divide en 18 provincias, 129 distritos y 2.638 comunas. Las provincias son Rumonge, Cankuzo, Gitega, Rutana, Rutana, Ruyigi, Karuzi, Kayanza, Kirundo, Muyinga, Ngozi, Bururi, Makamba, Bubanza, Buyumbura Mairie, Buyumbura Rural, Cibitoke, Muramvya y Mwaro.

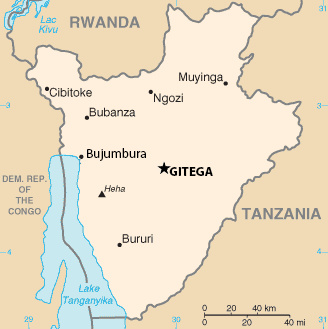
Mapa de Burundi.

Además de ser uno de los países más pequeños de África, Burundi carece de litoral y su clima es ecuatorial. Burundi es parte de la Falla Albertina, brazo occidental del Gran Valle del Rift, y se encuentra en una meseta en el centro del continente africano. La altitud promedio de la meseta central es de 1700 m, con elevaciones menores en los bordes, y el pico más alto de la nación es el monte Heha (2690 m), que yace al sureste de la ciudad de Buyumbura. El Nilo es un río importante en Burundi. El lago Victoria es también una importante reserva de agua, que sirve como empalme para el río Kagera. Otro lago de relevancia es el lago Tanganica, que se ubica en gran parte del suroeste del país.
Las tierras de Burundi se utilizan de forma predominante para la práctica de la agricultura y el pastoreo. Los asentamientos rurales han dado como resultado problemas ambientales tales como la deforestación, la erosión y la destrucción del hábitat. La deforestación del país se llevó a cabo casi completamente debido a la sobrepoblación, con tan solo 600 km² restantes y una pérdida anual de cerca del 9 % entre 1990 y 2000. Burundi posee dos parques nacionales, el parque nacional Kibira hacia el noroeste (una pequeña región de selvas tropicales adyacente al parque nacional Nyungwe en Ruanda), y el parque nacional Rurubu al noreste (se extiende a lo largo del río Rurubu, también conocido como Ruvubu o Ruvuvu). Ambos fueron fundados en 1982 para conservar la vida silvestre.

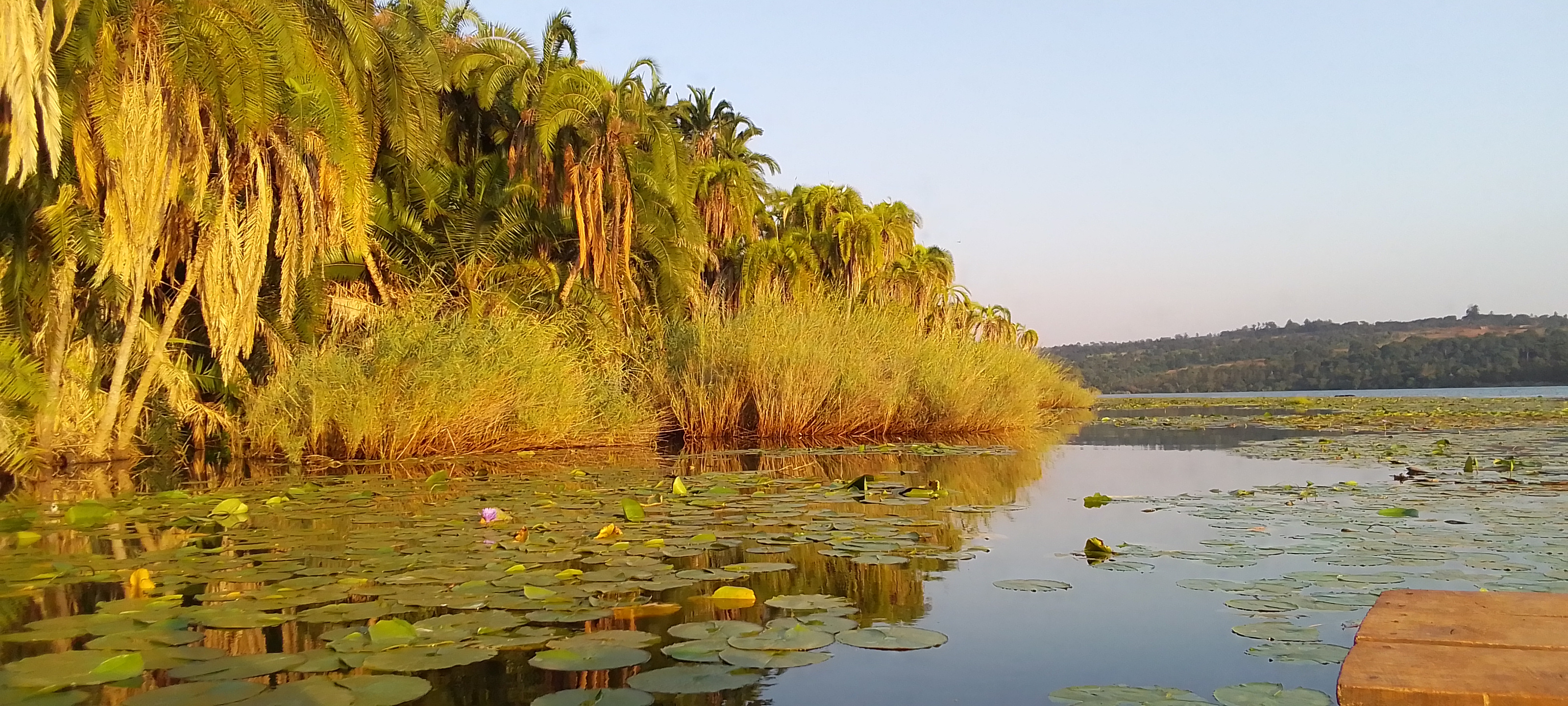
Aves en los árboles del lago Rwihinda

### Ecología
WWF divide Burundi en tres ecorregiones: la sabana arbolada de miombo del Zambeze central cubre la mayor parte del país, salvo las montañas del oeste, ocupadas por la selva montana de la falla Albertina; y el extremo nordeste, que corresponde al mosaico de selva y sabana de la cuenca del lago Victoria.
La deforestación es un grave problema en Burundi, ya que los árboles se talan como combustible o para la agricultura, por lo que queda muy poca vegetación forestal natural. Los esfuerzos de conservación del gobierno son mínimos, y sólo el 5,4% de la masa terrestre de Burundi está oficialmente protegida. En 2005, el gobierno anunció la prohibición de los árboles de Navidad naturales, alegando que se perdían unas 80.000 coníferas al año en el comercio navideño. Gran parte de la fauna de Burundi está en peligro de extinción, debido a la caza furtiva y a la pérdida de hábitat. Los gorilas y los elefantes ya están completamente extintos en la región.

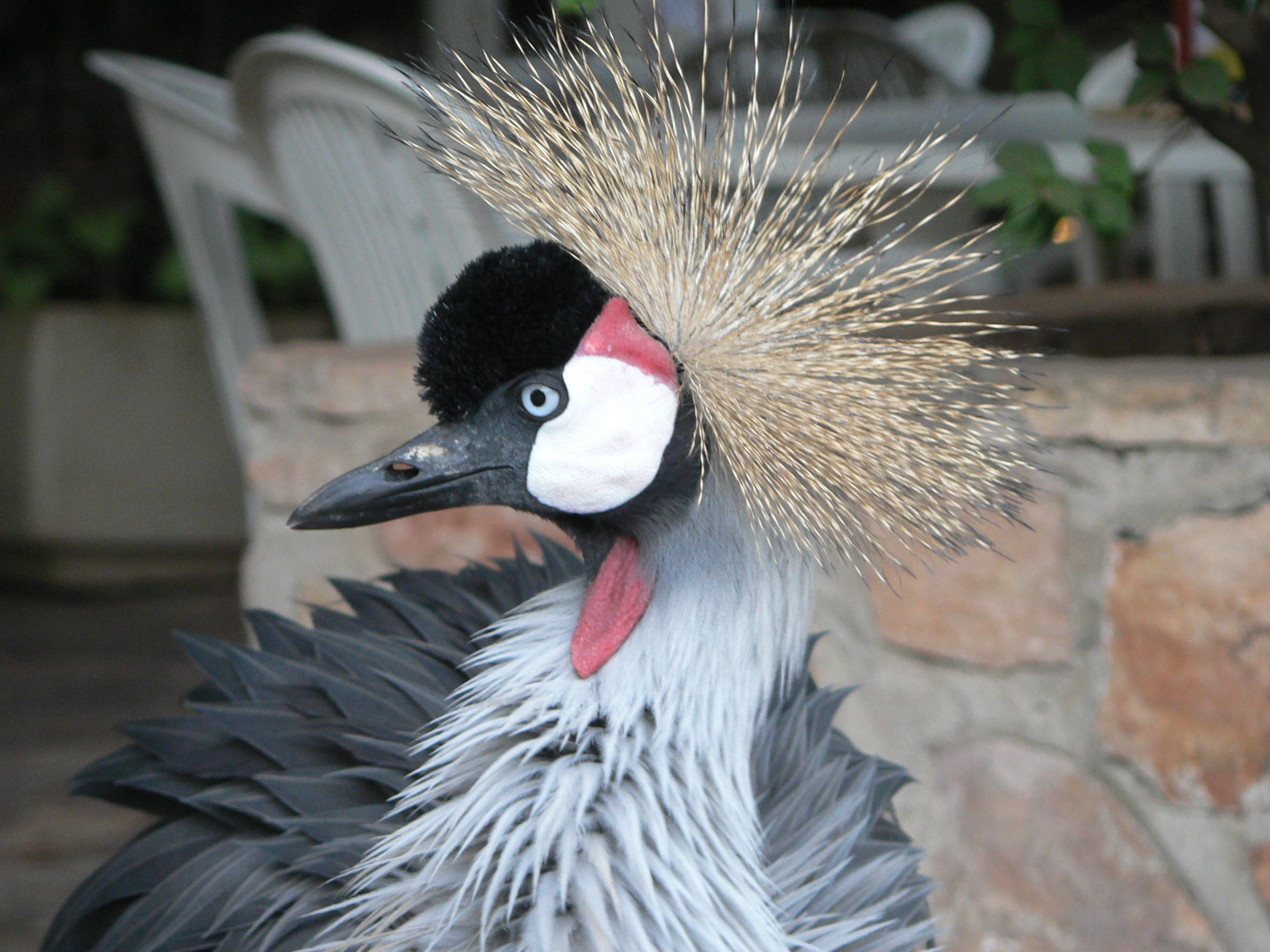
Una grulla coronada cuelligrís (Balearica regulorum) en Burundi

### Fauna y Flora
La flora se caracteriza por matorrales perennifolios de África Oriental y praderas secundarias, así como por vegetación afromontana que incluye selvas tropicales de transición en la región montañosa occidental. En las orillas de los lagos se observan árboles Hyphaene-Acacia y Brachystegia. Los árboles Brachystegia-Julbernardia (miombo) se observan en la zona fronteriza sudoriental. La región de Bugesera, al norte, y la depresión de Kumoso, al este, tienen una profusa vegetación de Acacia-Combretum y Brachystegia. La flora vascular registrada es de 2.950 especies pertenecientes a 195 familias. En particular, en las zonas de gran altitud, muchas especies de flora silvestre son endémicas; 70 especies de plantas pertenecen a esta categoría.
Hay 163 especies de mamíferos, 52 de reptiles, 56 de anfibios y 215 de peces. También se informa de que a grandes altitudes, la endemicidad es distinta en 17 especies de mamíferos y 22 especies de aves. El lago Tanganica cuenta con 200 especies de peces e igual número de moluscos. Un equipo de exploración científica de la Universidad de Texas en El Paso encontró la rana de dedos largos de Bururi (Cardioglossa cyaneospila) (considerada extinta desde hace décadas), en diciembre de 2011 en la Reserva natural del Bosque de Bururi, después de haber sido vista por última vez en 1949.

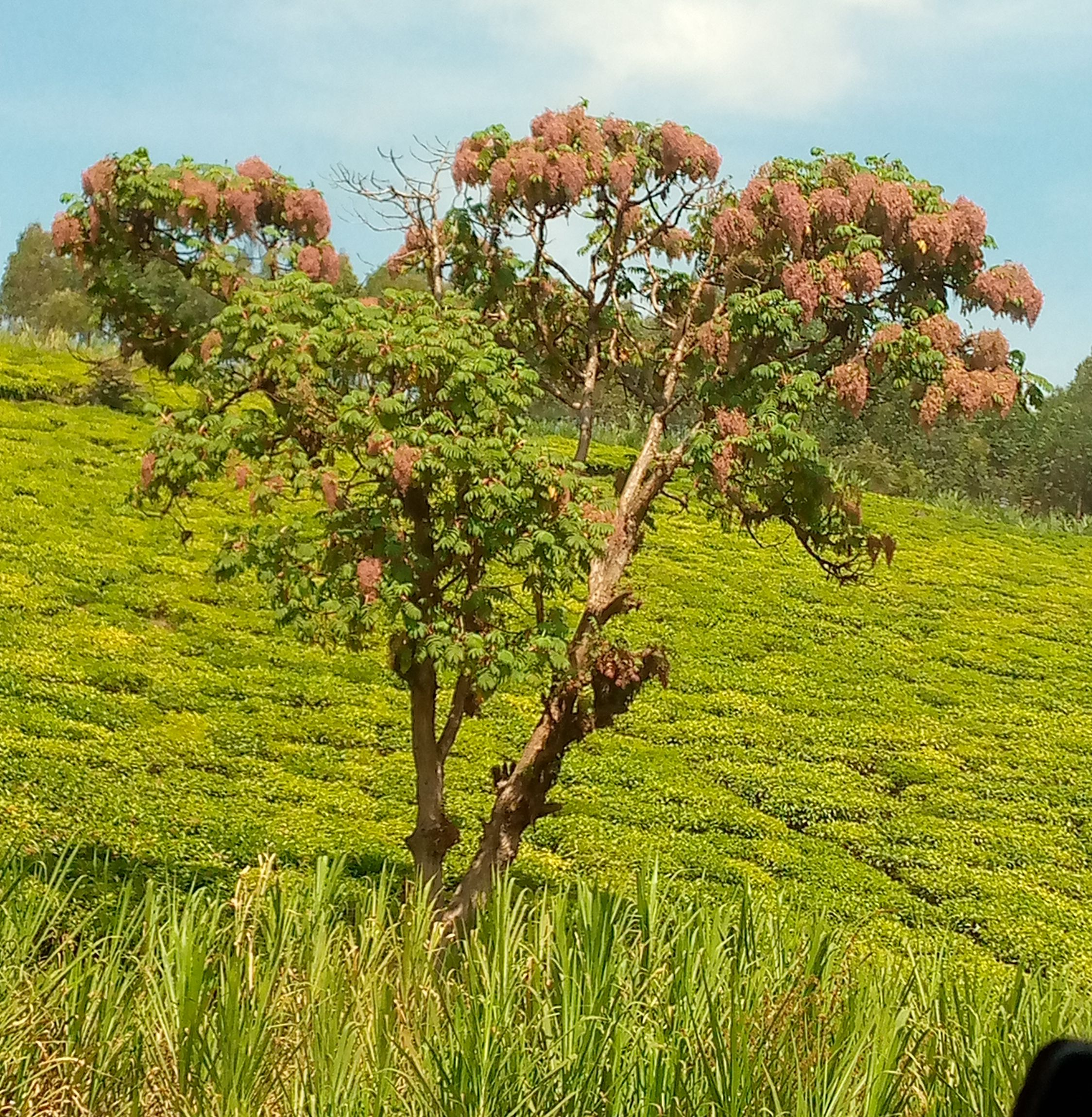
Un árbol de Hagenia abyssinica en Burundi, llamado umwuzuz en kirundi

Se han registrado siete especies importantes de fauna: Genetta piscivora (gineta acuática), Serinus mozambicus (canario de frente amarilla), Cercopithecus lhoesti (mono de L'hoest), Agapornis fischeri (agapornis de Fischer), Galago moholi (galago sudafricano), Hyperolius viridiflavus e Hippopotamus amphibius (hipopótamo).
Las especies declaradas en peligro y vulnerables (según la Lista Roja de 2004 de la UICN) son las siguientes chimpancé (Pan troglodytes) (EN), perro salvaje africano (Lycaon pictus) (EN), gato dorado africano (Profelis aurata) (VU), ardilla de montaña de Carruther (Funisciurus carruthersi) (VU), guepardo (Acinonyx jubatus) (VU), león (Panthera leo) (VU), musaraña de Ruwenzori (Ruwenzorisorex suncoides) (VU), y nutria de cuello moteado (Lutra maculicollis) (VU).

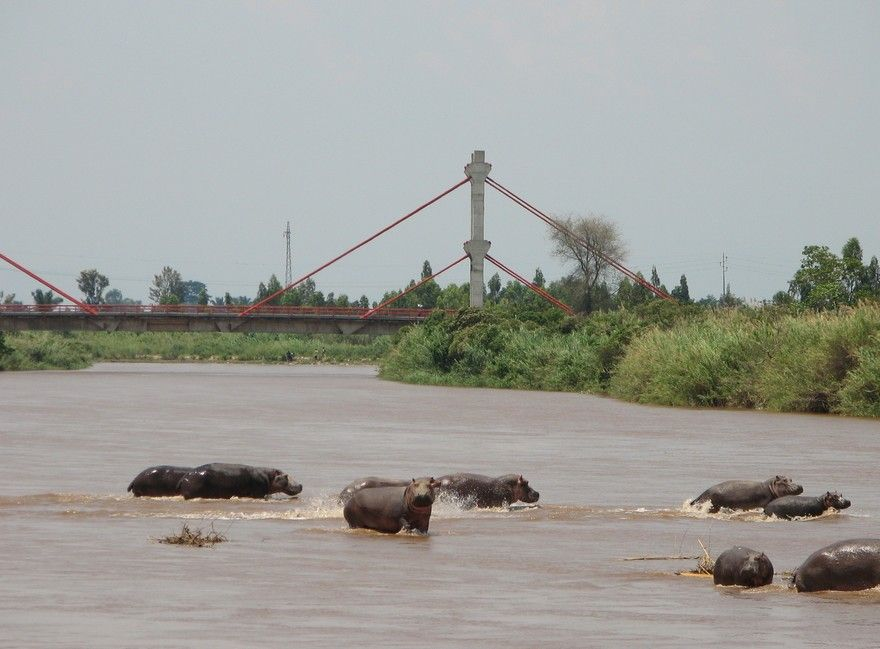
Hipopótamos cruzando un río en Burundi

Existen cuatro subespecies del búfalo africano (Syncerus caffer), de las cuales la subespecie de la sabana de África occidental S. c. caffer, que se encuentra en Burundi, sólo cuenta con unos 500 ejemplares. La sitatunga (Tragelaphus speldi) se encontraba en muchos pantanos de Burundi, pero en la década de 1980 su número había disminuido y se desconoce el estado de conservación actual de la especie. El antílope acuático (Kobus ellipsiprymnus), también llamado antílope acuático defassa, se encontraba en todo Burundi en los pastizales de la sabana, y después quedó restringido al parque nacional de Ruvibu. Sólo se informó de su presencia en la década de 1980 y se desconoce su estado actual. El antílope de Lichtenstein (Alcelaphus lichtensteinii) se encontraba en el sureste.
El korrigum (también tsessebe, topi o tiang), Damaliscus lunatus, que se encontraba en las llanuras aluviales orientales y en los pastizales de la sabana, está ahora extirpado. El impala (Aepyeros melampus), que una vez habitó las sabanas orientales, también está extirpado. El oribí (Ourebia ourebi), que habitaba en las sabanas orientales y meridionales y en las llanuras aluviales, probablemente ha desaparecido. El klipspringer (Oreotragus oreotragus), que vivía en los afloramientos rocosos del sur y el este, ha desaparecido. El duiker gris (Sylvicapra grimmia) se encuentra en gran número en las sabanas orientales y meridionales, a pesar de la caza extensiva.Se encuentra en el parque nacional de Ruvubu.

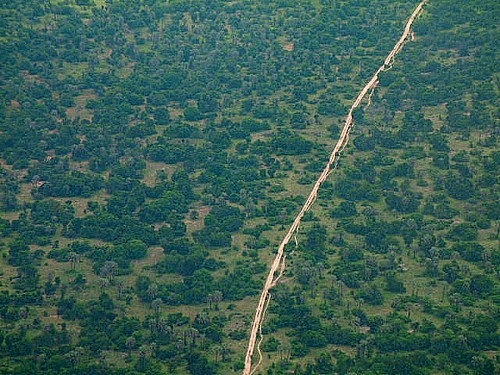
Vista aérea de uno de los bosques de Burundi

La avifauna registrada incluye 596 especies (439 residentes y 109 migratorias estacionales), de las cuales 13 son de interés para la conservación mundial y tres son especies introducidas; se han encontrado más especies pero no se han registrado sus datos (así, el PNUMA informa de 716 especies). No hay especies de aves endémicas. Hay cinco Áreas Importantes para las Aves (IBA) declaradas por BirdLife International en el país, que cubren una superficie de 1.018 kilómetros cuadrados (393 mi2) y que suponen el 3,7% de la superficie total del país. Éstas se unen a los parques nacionales y a dos reservas forestales (o naturales). Según BirdLife International, hay 13 especies cuya conservación preocupa a nivel mundial (seis migratorias no reproductoras y el resto reproductoras del Rift Albertino y los pantanos de papiro). Entre ellas figuran Phoenicopterus minor (NT), Circus macrourus (NT), Falco naumanni (VU), Gallinago media (NT), Glareola nordmanni (NT), Ardeola idae (NT), Lybius rubrifacies (NT), Kupeornis rufocinctus (NT), Laniarius mufumbiri (NT), Balaeniceps rex (NT), Apalis argentea (VU), Bradypterus graueri (VU), Cryptospiza shelleyi (VU), Calamonastides gracilirostris (VU) y Bugeranus carunculatus (VU).

## Economía

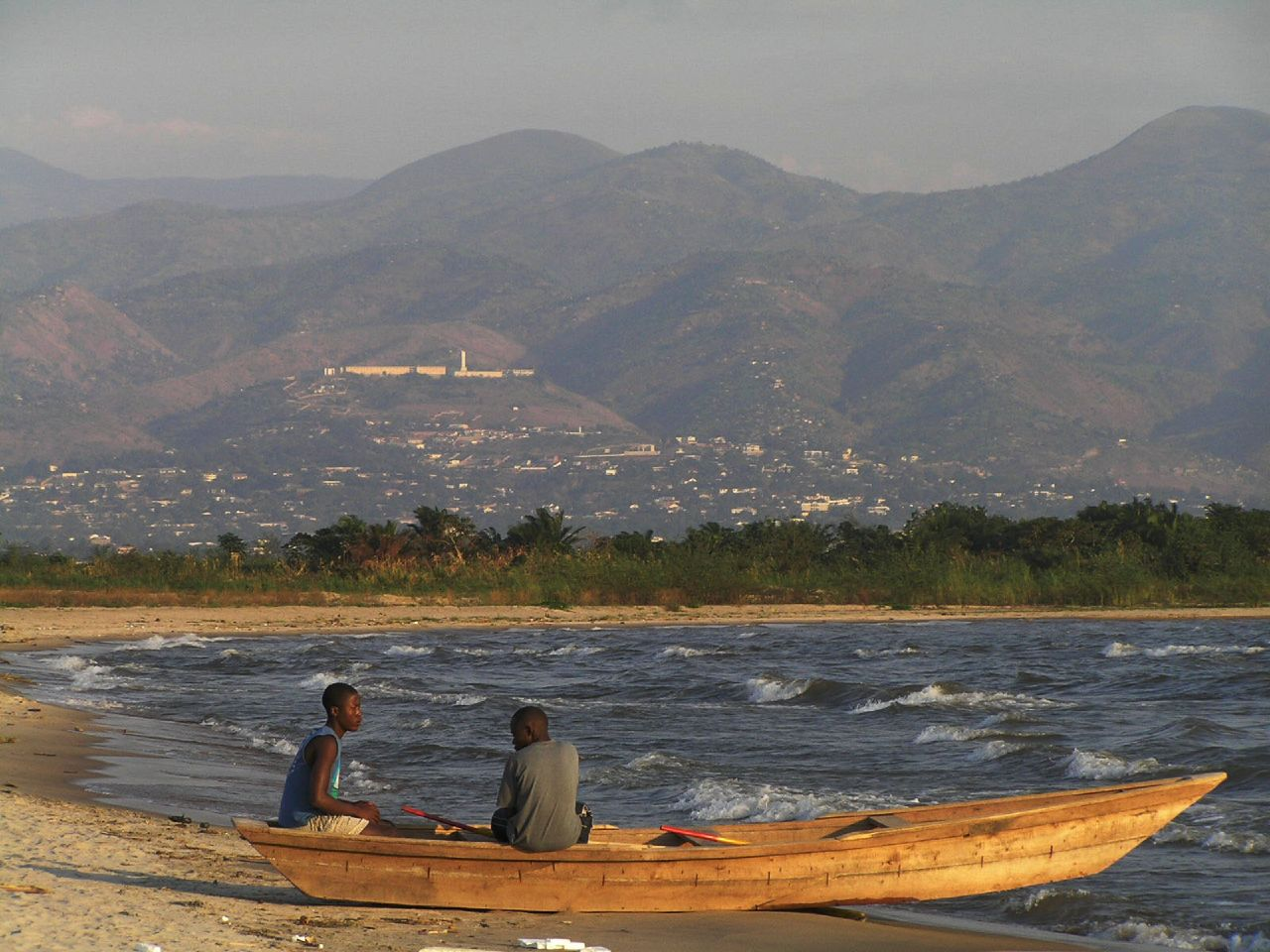
Pescadores a orillas del lago Tanganica.

Burundi es uno de los países más pobres del mundo, debido a su sistema jurídico deficiente, gobierno corrupto, al pobre acceso a la educación y a la proliferación del VIH/sida. Aproximadamente 80 % de la población vive bajo la línea de la pobreza. Hambrunas y escasez de alimentos han ocurrido a lo largo de la historia de Burundi, especialmente en el siglo XX, y de acuerdo con el Programa Mundial de Alimentos, el 56.8 % de los niños con menos de 5 años padecen desnutrición crónica. Un estudio científico que abarcó 178 naciones, determinó que la población de Burundi es la que menos satisfacción con su vida posee. Como resultado de su pobreza, Burundi depende económicamente de ayudas extranjeras.
Para 2025, según datos del Banco Mundial, el PIB de Burundi era de 6.75 miles de millones de USD, esto es, 489.9 USD per cápita.

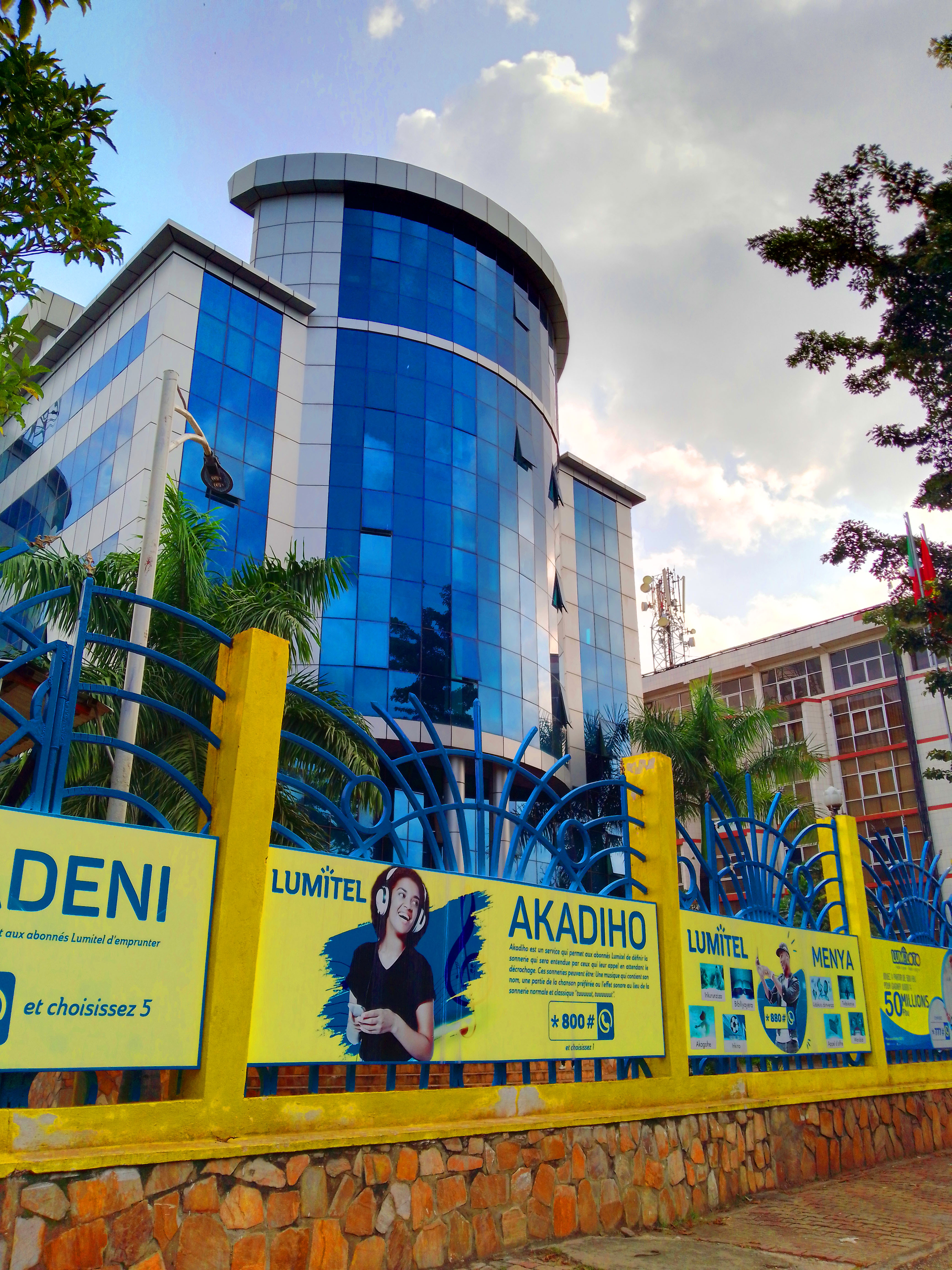
Edificio de Oficinas en Buyumbura, Burundi

Durante la década de los 90 la economía burundesa giraba en torno a la agricultura, sin embargo, esto ha venido a la baja para apenas representar un tercio de la economía, esto es, el 28.7 % del PIB en el año 2021, tomando mayor importancia en sector terciario. La agricultura de subsistencia representa a su vez el 90 % de la agricultura. La fuente de ingresos más importante es el café, que conforma el 93 % de las exportaciones. Otros productos derivados de la agricultura son algodón, té, maíz, sorgo, batatas, bananas, mandioca; carne vacuna, leche y pieles. Algunos de los recursos naturales de Burundi son uranio, níquel, cobalto, cobre y platino. Además del cultivo, otras industrias existentes incluyen: ensamblado de componentes extranjeros, obras públicas y bienes de consumo como mantas, zapatos y jabón. La moneda del país es el franco de Burundi.
Burundi es uno de los miembros de la Comunidad Africana Oriental, y también miembro potencial de la futura Federación de África Oriental.
Según el Índice mundial de innovación, a cargo de la Organización Mundial de la Propiedad Intelectual, en sus versiones 2022 y 2023, Burundi se ubicó en lugar 130 en innovación entre 132 países del mundo; en 2024, obtuvo el lugar 127.
Estructura del PIB por sectores (datos del Banco Mundial 2020):

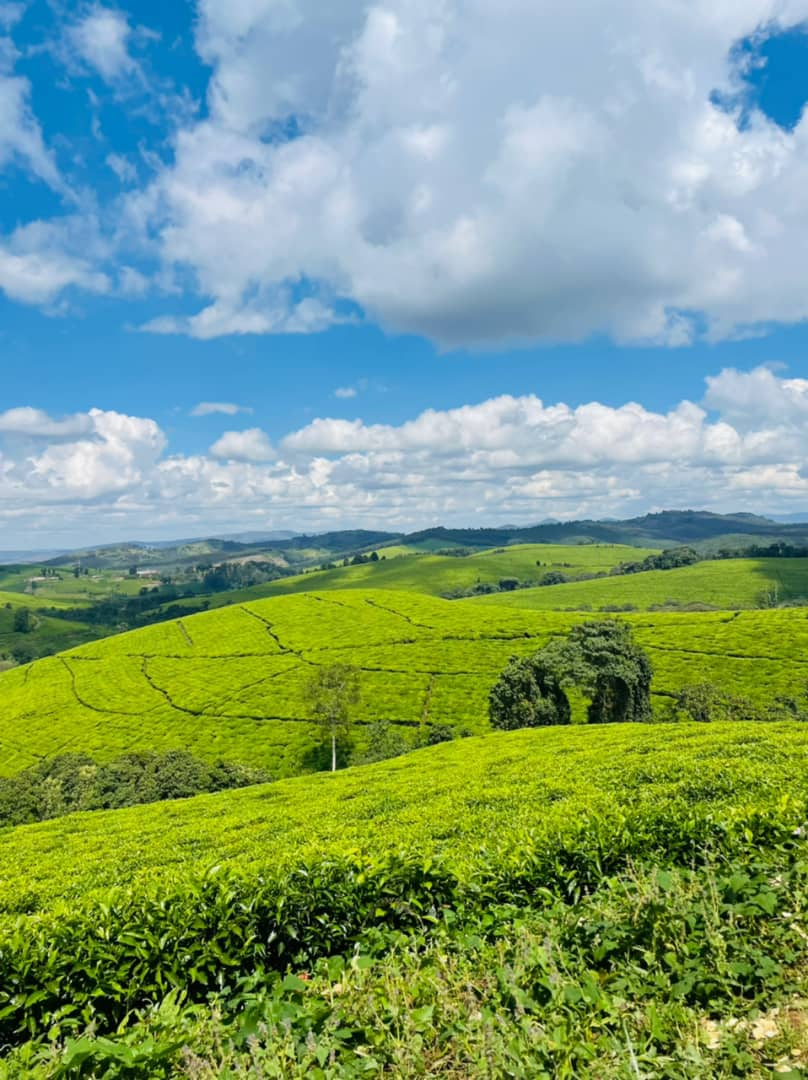
Paisaje de los campos de Kibira

- Agrario: 33,7 %
- Industrial: 12,7 %
- Sector servicios: 53,6  %

Comercio exterior (2020):
- Importación FOB: 750,0
- Exportación FOB: 129,0

### Turismo
Encaramado en la cordillera del Congo-Nilo, con 40.000 hectáreas de bosque preservado, este parque es la mayor zona natural virgen de Burundi. Rico en vegetación, el parque alberga varias familias de chimpancés, babuinos, cercopitecos y monos colobos negros. Los 180 km de pistas permiten la vigilancia motorizada del macizo forestal y el fácil acceso de los turistas.
También hay una fuente termal en el interior del macizo. El acceso al parque se realiza a través de las inmensas plantaciones de té de Teza y Rwegura.
El parque nacional de Ruvubu, situado a ambos lados del río Ruvubu y enmarcado por altas cordilleras, ha sido despojado de todos sus habitantes y devuelto a su estado salvaje. La red de senderos, de unos 100 km, lleva a varios observatorios.
La Reserva Gestionada de Rusizi está cerca de la antigua capital, Buyumbura. El delta de Rusizi (500 ha), formado por vegetación de Phragmites mauritanus, alberga varias familias de antílopes e hipopótamos en busca de pastos.
El palmeral de Rusizi, en la carretera de Cibitoke, a 10 km de Buyumbura, presenta una vegetación aclimatada a la escasez de lluvias (plantas espinosas y euforbias) y palmeras Hyphane bengalensis var ventricosa. Dentro de la reserva hay estanques naturales formados por antiguos meandros del río Rusizi, donde cientos de aves acuden a alimentarse de los peces.
La Reserva Natural de Bururi tiene una superficie de 3.300 ha. Es un bosque húmedo de gran altitud donde se han identificado 117 especies de aves y 25 de mamíferos.

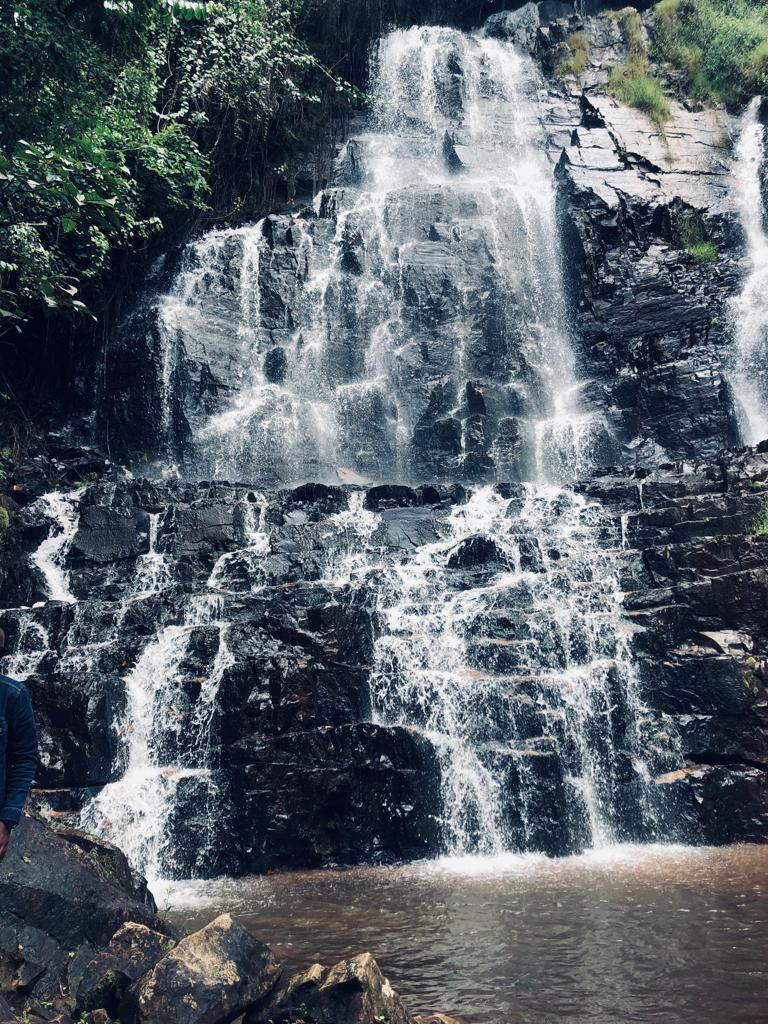
La Cascada de Mwishanga

Se encuentra a sólo 33 km de Rumonge por una carretera que va desde las orillas del lago hasta la reserva.
Las reservas naturales forestales de Rumonge, Kigwena y Mugara se están desarrollando para proporcionar a chimpancés y cercopitecos alimentos suficientes para asentarse y reproducirse. En la reserva de Mugara hay una cascada termal. Las cercanas playas de Tanganica son ideales para nadar.
La reserva natural gestionada del lago Rwihinda es un santuario para las aves acuáticas migratorias que vienen aquí a reproducirse. Todas las aves, que ahora están protegidas gracias a los esfuerzos por urbanizar las orillas del lago, anidan cada vez en mayor número en los islotes verdes y las marismas cercanas. Gracias a los barcos a disposición de los visitantes, es posible acercarse a la mayor variedad posible de aves sin espantarlas.
El macizo de Nkoma, en la provincia de Rutana, al sureste de Burundi, cuenta con dos parajes naturales excepcionales: las cascadas de Karera y la falla de Nyakazu.
En el sureste de Burundi, en la provincia de Rutana, en la comuna de Mpinga-Kayove, en la colina de Shanga, se encuentran las cataratas de Karera. Las cataratas discurren de norte a sur y ocupan una superficie de 142 hectáreas. Están divididas en seis ramales y repartidas en tres niveles.
En el primer nivel hay una cascada principal subdividida en dos ramas paralelas, de unos 80 m de longitud, que desemboca en una cuenca. Esta cascada consta de varias cascadas de diferentes tamaños intercaladas con dos plataformas. Al oeste de esta cascada principal hay otra más pequeña, de unos 50 m de longitud. El agua de estos dos saltos converge en una segunda plataforma para formar la tercera cascada, que se derrama en el valle. Estas aguas fluyen por una galería forestal rodeada de sabana con Parinari curatellifolia y Pericopsis angolensis y grandes árboles como Newtonia buchananii. Las cataratas de Karera fueron declaradas zona protegida en 1980.

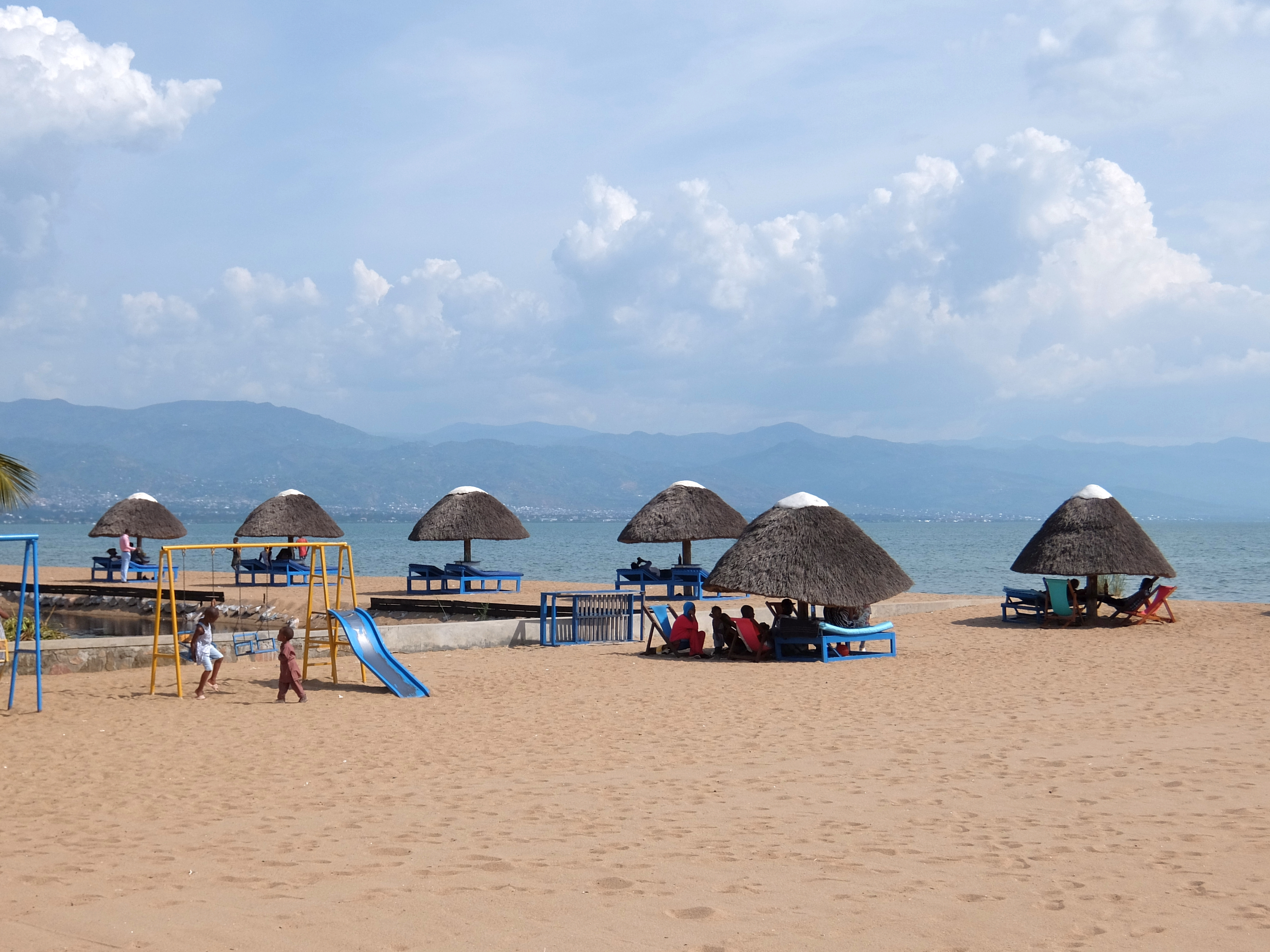
Playa en Buyumbura

La falla de Nyakazu se abre en la depresión de Kumoso. Es un tajo en el macizo de Nkoma que domina la llanura y se extiende hasta la frontera con Tanzania. La falla es de origen tectónico reciente y ocupa una superficie de 600 hectáreas. Contiene los restos históricos de un fuerte alemán.
También hay una cascada estacional de más de 100 m de altura, que se derrama sobre un valle cubierto por un bosque de diferentes especies, entre ellas Entandrophragma excelsum. Alrededor de la falla hay un bosque abierto de Brachystegia. Se trata de una zona de conservación de árboles de gran altitud con un microclima especial. No se han inventariado todas las especies de fauna.
A unos diez kilómetros al sur del emplazamiento de la futura Buyumbura (que no nacería hasta unas décadas más tarde con el nombre de Usumbura) se erigió una piedra para inmortalizar el encuentro, el 25 de noviembre de 1871 en Mugere, entre el científico Livingstone y el joven reportero Stanley, que había ido en su busca.
El lago Tanganica, o Tanganika, es uno de los Grandes Lagos de África, el segundo más grande de África después del lago Victoria y el segundo más grande y profundo del mundo después del lago Baikal. Es el más rico en peces del mundo. Sus aguas desembocan en la cuenca del Congo y luego en el océano Atlántico. Se calcula que se formó hace unos 20 millones de años (Mioceno).

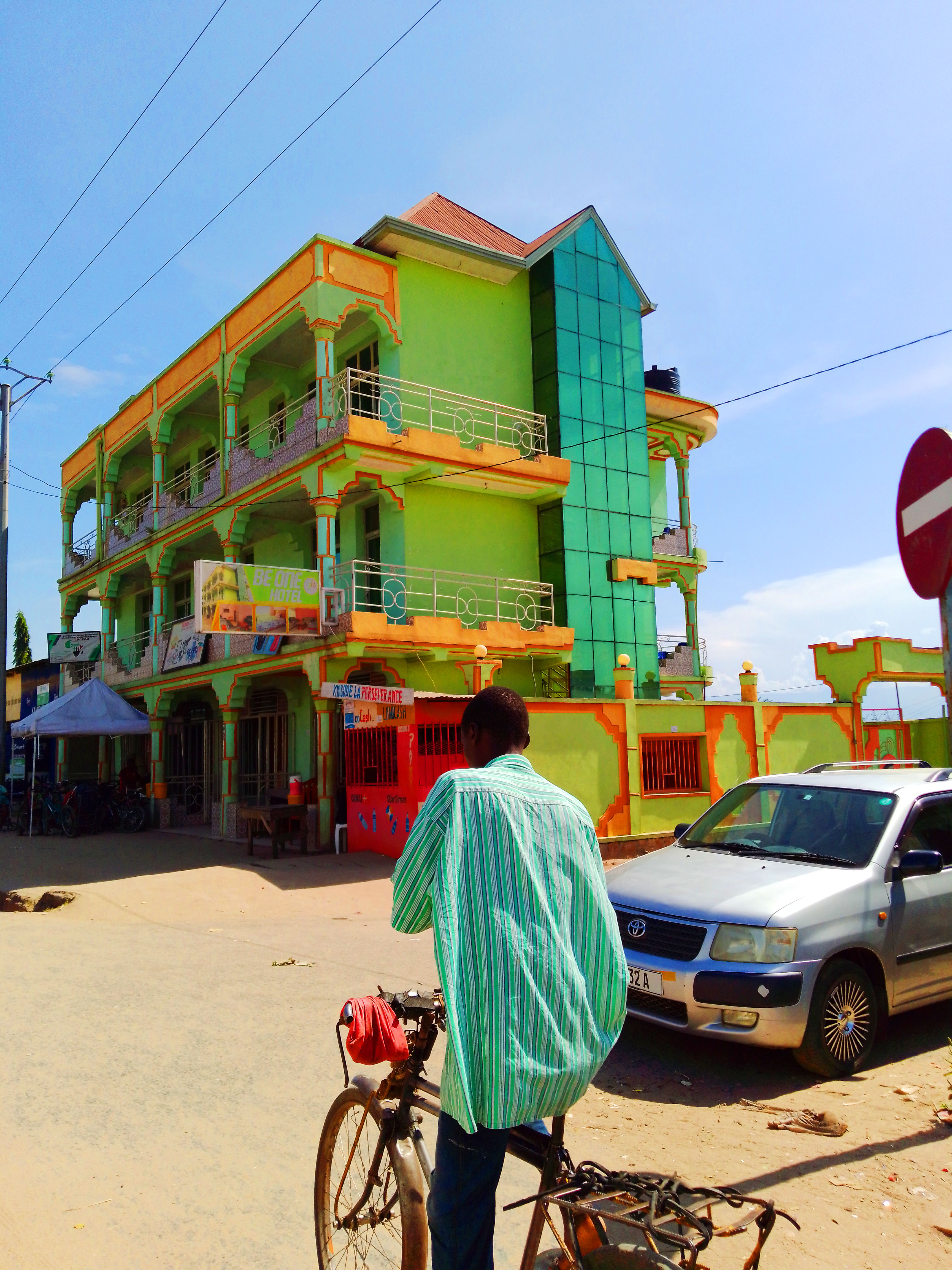
Un hotel en Kamenge, Burundi

Su nombre, Etanga'ya'nia en bembé (o kibembe), significa "lugar de mezcla". Richard Francis Burton y John Hanning Speke fueron los primeros europeos en avistarlo y decidieron mantener su nombre original, en contra de la costumbre de la época. Burton se atribuyó el descubrimiento en exclusiva, y los dos hombres estuvieron enfrentados el resto de sus vidas.
El lago Tanganica tiene una superficie de 32.900 kilómetros cuadrados (aproximadamente el tamaño de Bélgica) y se extiende a lo largo de 677 km a lo largo de la frontera entre Tanzania (al este) y la República Democrática del Congo (al oeste); su extremo norte separa a estos dos países de Burundi, mientras que su extremo sur los separa de Zambia. Al oeste (en el lado congoleño) se encuentran los montes Mitumba.
Está situado en la rama occidental del Gran Valle del Rift.Tiene una temperatura media en superficie de 25 °C y un pH en torno a 8,4. La profundidad del lago y su situación tropical impiden la renovación total de las masas de agua, y la mayor parte de las aguas profundas están fosilizadas y anóxicas.
En la actualidad, el lago Tanganica forma parte de la cuenca del río Congo. Desemboca en el Congo a través de su desagüe, el Lukuga. Hasta 1878, este río desembocaba en el lago, pero los movimientos tectónicos, y sobre todo la subida del nivel de las aguas, han invertido su dirección hacia el Congo.

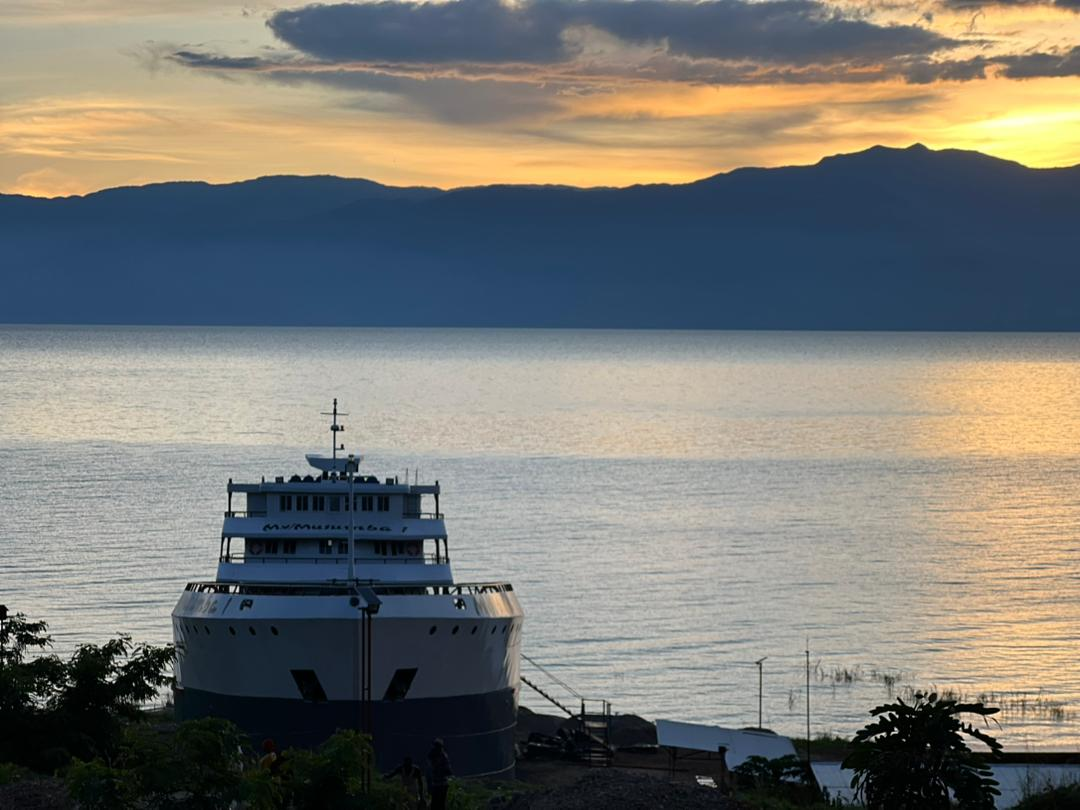
Un barco anclado en Rumonge, Burundi

## Transporte
La red de transporte de Burundi es limitada y está poco desarrollada. Según un índice de conectividad global de DHL de 2012, Burundi es el país menos globalizado de los 140 encuestados. El aeropuerto internacional de Buyumbura es el único con una pista pavimentada y en mayo de 2017 contaba con los servicios de cuatro aerolíneas (Brussels Airlines, Ethiopian Airlines, Kenya Airways y RwandAir). 
Kigali es la ciudad con más conexiones aéreas diarias con Buyumbura. El país cuenta con una red de carreteras, pero en 2005 menos del 10 % de las carreteras del país estaban pavimentadas y en 2012 las empresas privadas de autobuses eran las principales operadoras de autobuses en la ruta internacional a Kigali; sin embargo, no había conexiones de autobús con los otros países vecinos (Tanzania y la República Democrática del Congo). Buyumbura está conectada por un transbordador de pasajeros y de carga (el MV Mwongozo) con Kigoma, en Tanzania. Existe un plan a largo plazo para conectar el país por ferrocarril con Kigali y luego con Kampala y Kenia.

## Demografía

Evolución demográfica de Burundi.

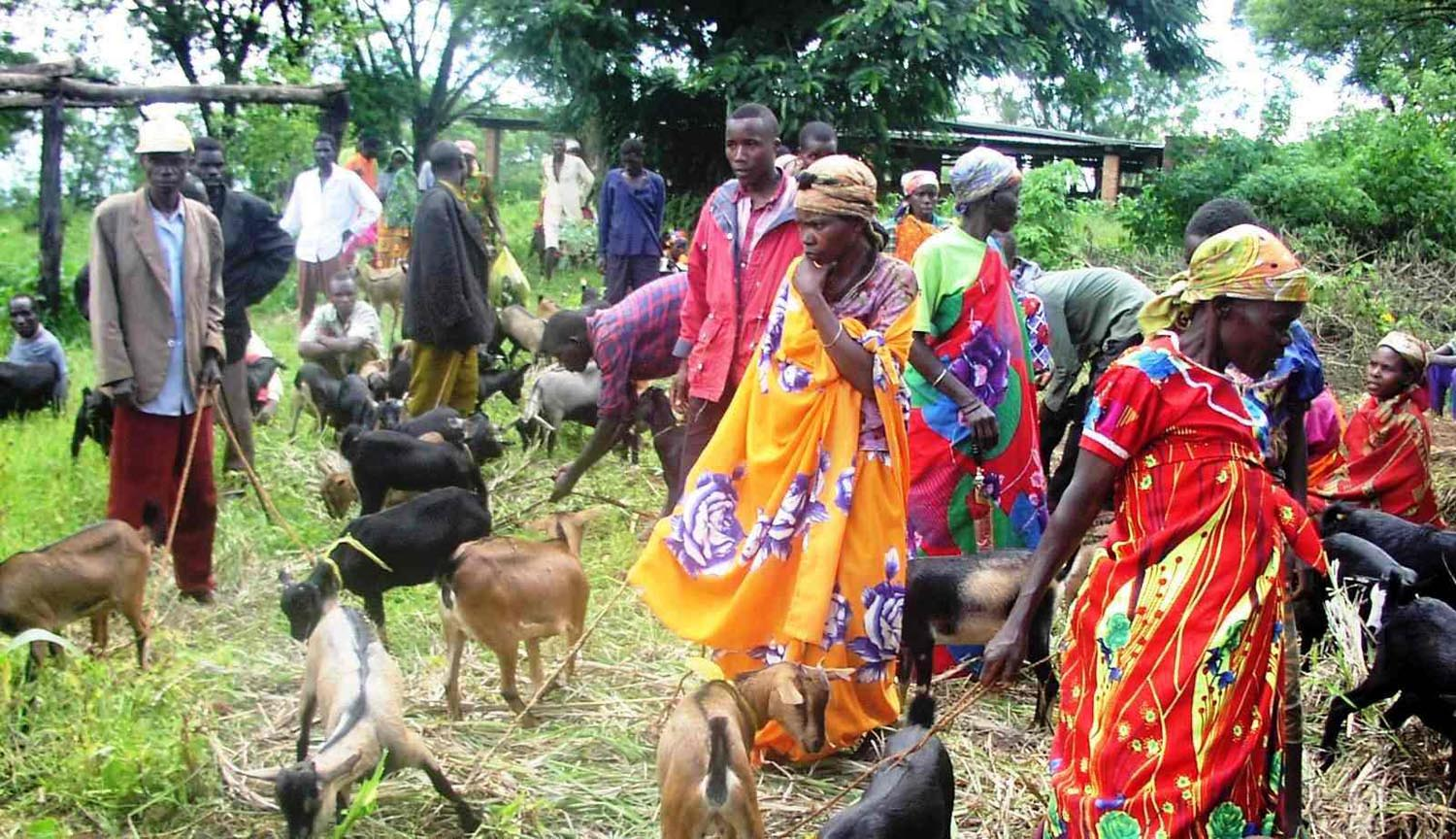
Grupo de mujeres burundesas criando cabras.

Hacia 2015, la población estimada se encontraba en los 10 500 000 habitantes. Esta estimación toma en cuenta los efectos del sida, que son significativos sobre la demografía del país. Más de 500 000 personas se han desplazado debido a esta enfermedad.
La tasa de crecimiento anual poblacional es del 2,70 %.
Muchos burundeses han emigrado a otros países a causa de la guerra civil. En 2006, Estados Unidos recibió cerca de 10 000 refugiados provenientes de este país. Sin embargo, el destino más habitual de los emigrantes burundeses es la antigua metrópoli, Bélgica. 

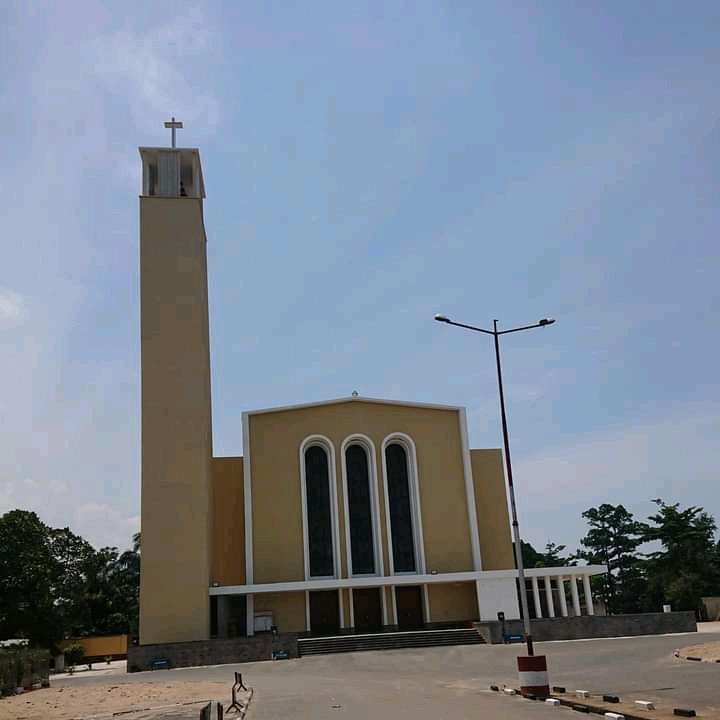
La Catedral de Regina Mundi (Cathédrale Regina Mundi) en Buyumbura

La mayor parte de los burundeses vive en áreas rurales, y cerca de un sexto de la población lo hace en urbanizaciones. La densidad de población de 430 personas por kilómetro cuadrado es la segunda más elevada en África Subsahariana. El 85 % de la población es de origen étnico hutu, 15 % es tutsi y menos de 1 % twa, aproximadamente.
La tasa de fecundidad es elevada, del 6,09 % y de natalidad de 42,01 na/1000 habitantes según el CIA World Factbook (2015).

### Religión
La religión en Burundi es diversa, siendo el cristianismo la fe dominante. El catolicismo es la mayor confesión cristiana del país.
Burundi es un país laico y su Constitución concede total libertad de práctica religiosa.
Según una estimación de 2017 en CIA Factbook, alrededor del 94 % de la población de Burundi es cristiana (el 58,6 % es católica romana y el 35,3 % de diversas denominaciones cristianas protestantes), el 3,4 % es musulmana (principalmente suní), mientras que el 2,3 % es "otra" o "ninguna".

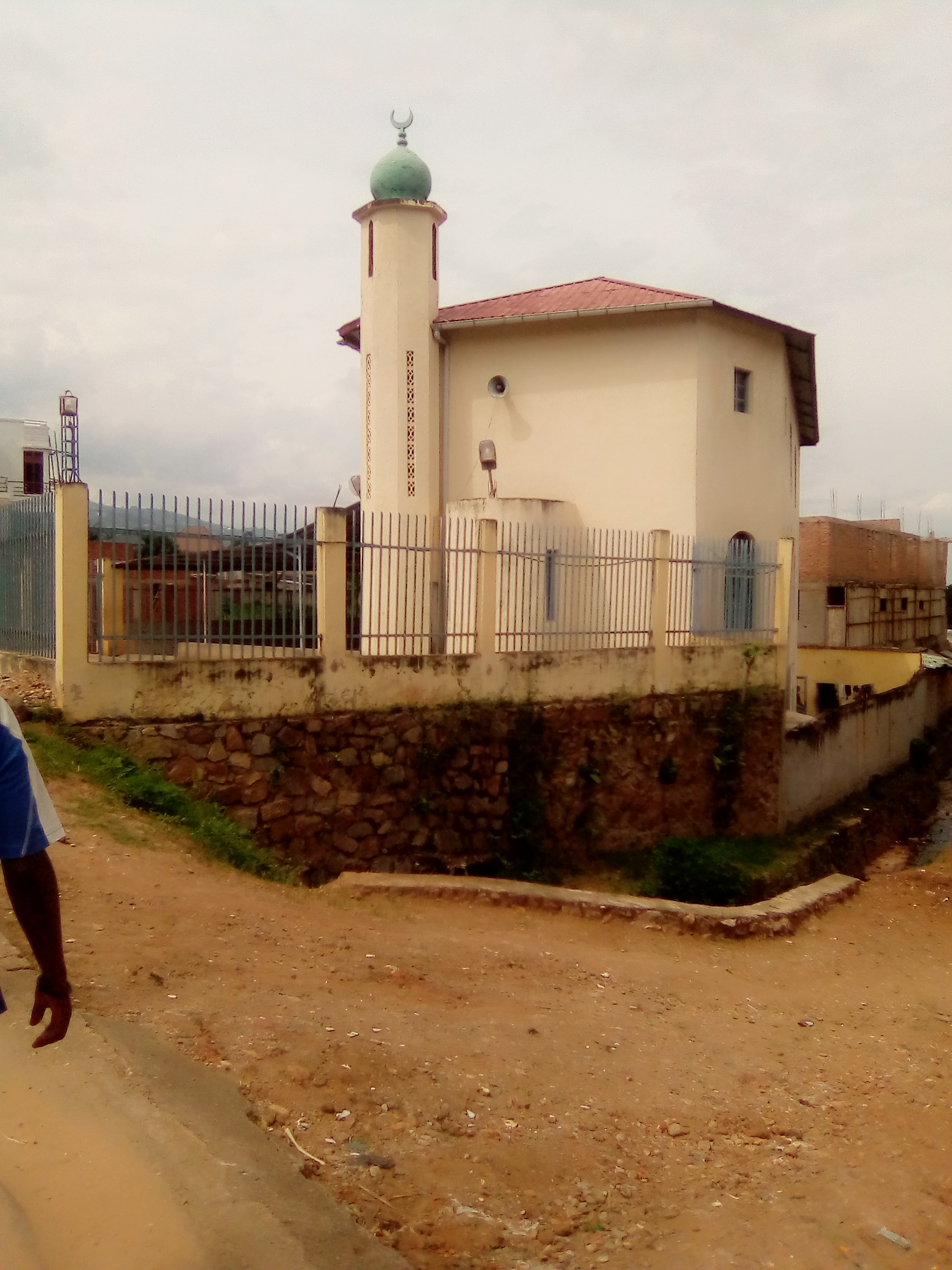
Mezquita en Gihosha

Según una estimación de la Enciclopedia de África de 2010, el 67% de la población de Burundi es cristiana, el 23% sigue religiones tradicionales y el 10% es musulmana o profesa otras creencias.
Las primeras misiones cristianas llegaron en 1879, pero los misioneros fueron asesinados y el rey de Burundi que gobernó hasta 1908 no tenía ningún interés en la teología extranjera ni en los bienes importados.
Las misiones cristianas de mayor envergadura llegaron a Burundi a principios del siglo XX, durante la época del dominio colonial alemán y, posteriormente, el belga. Los misioneros católicos y protestantes llegaron en las dos primeras décadas del siglo XX, mientras que en los años veinte llegaron los bautistas y en los treinta, los metodistas libres y los misioneros anglicanos. 
Estas misiones estaban estrechamente relacionadas con el proyecto colonial. En el Burundi independiente poscolonial, el cristianismo ha tenido un profundo compromiso con los dirigentes políticos de Burundi, un país con casi 11 millones de ciudadanos y una de las naciones más densamente pobladas de África (más de 1.000 personas por kilómetro cuadrado).
A las instituciones religiosas de Burundi se les ha pedido que ayuden a sanar las divisiones sociales, a poner fin al caos civil tras los asesinatos políticos y a cerrar las heridas de la violencia masiva, pero también se las ha criticado. Algunos, como Timothy Longman, profesor y director del Centro de Estudios Africanos, afirman que los funcionarios coloniales y los misioneros cristianos asumieron que los habitantes de las tierras recién conquistadas eran "salvajes y anárquicos", y agravaron las divisiones étnicas de la sociedad burundesa al asumir que "los pueblos del mundo podían dividirse claramente en distintas categorías y subcategorías raciales" para convertirlos al cristianismo de forma competitiva.

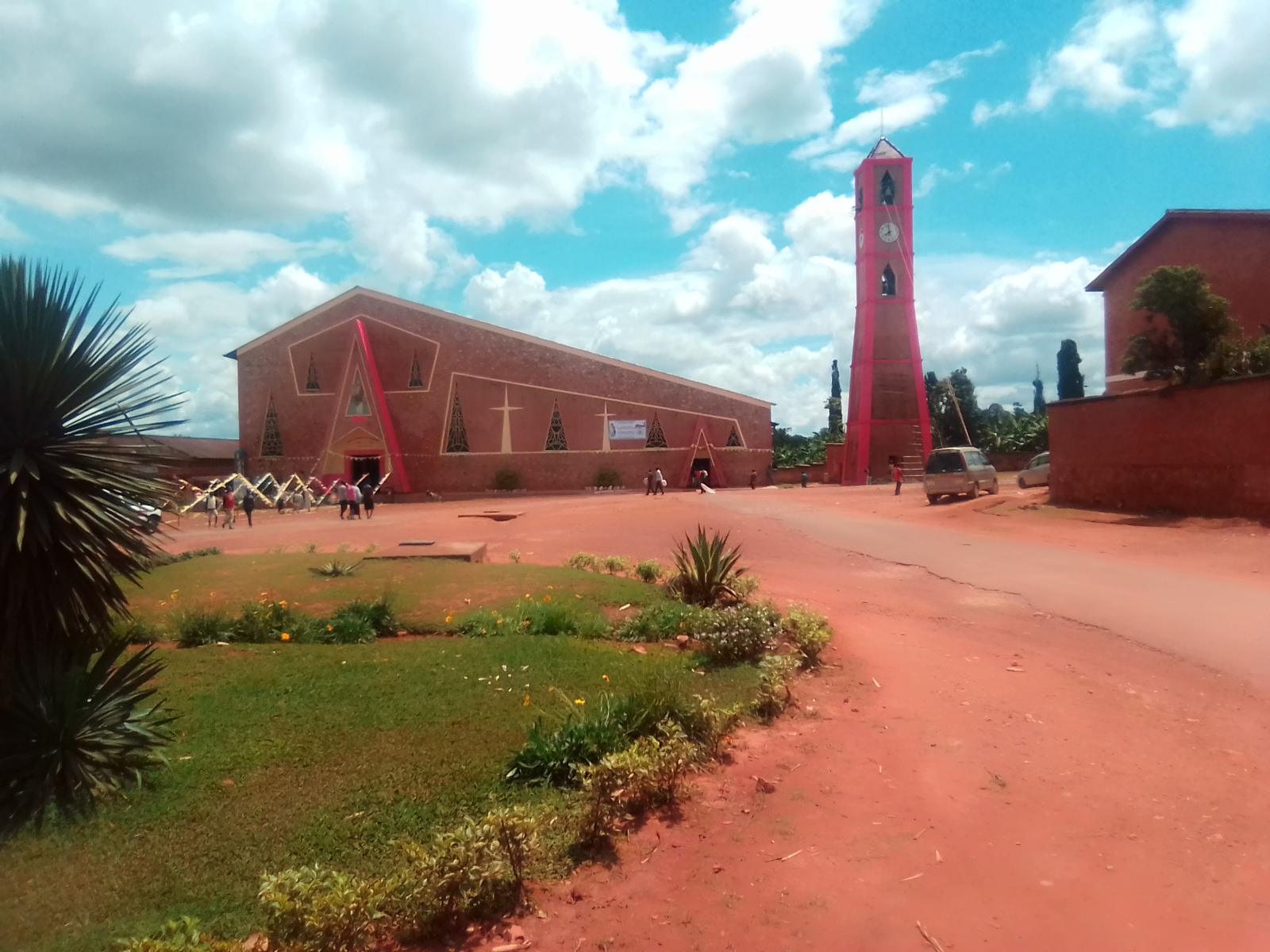
Catedral de Cristo Rey en Gitega (Cathédrale du Christ-Roi de Gitega)

Los misioneros no inventaron los grupos étnicos, afirma Longman, porque ya existían. Sin embargo, según su opinión habrían creado significados raciales cuando antes no existían, creando inadvertidamente divisiones y desigualdades ideológicas.
Las conversiones iniciales al catolicismo en Burundi se produjeron casi exclusivamente entre el pueblo hutu, mayoritario en Burundi pero que ni era el gobernante ni formaba parte de la élite económica. Por el contrario, los misioneros de diversos grupos protestantes consiguieron conversiones tempranas en la élite pero minoría tutsi de Burundi. Las suposiciones sobre las diferencias étnicas, afirma Longman, condujeron a prácticas discriminatorias y a un reparto cuestionable de la propiedad. Los conflictos resultantes y el genocidio de represalia entre las etnias hutu y tutsi, en Burundi -y Ruanda, con la que Burundi comparte historia y cultura- han suscitado consternación y atención generalizadas.
En la época contemporánea poscolonial, Mushasha, en la provincia burundesa de Gitega, es la sede de su arzobispado.

### Sanidad
Burundi tiene las tasas de hambre y desnutrición más severas de los 120 países clasificados en el Índice global del hambre. La guerra civil de 1962 frenó los avances médicos en el país. Burundi, de nuevo, entró en un ciclo violento en 2015, poniendo en peligro la atención médica de los ciudadanos de Burundi. Como muchos países del África subsahariana, Burundi utiliza la medicina indígena además de la biomedicina. 

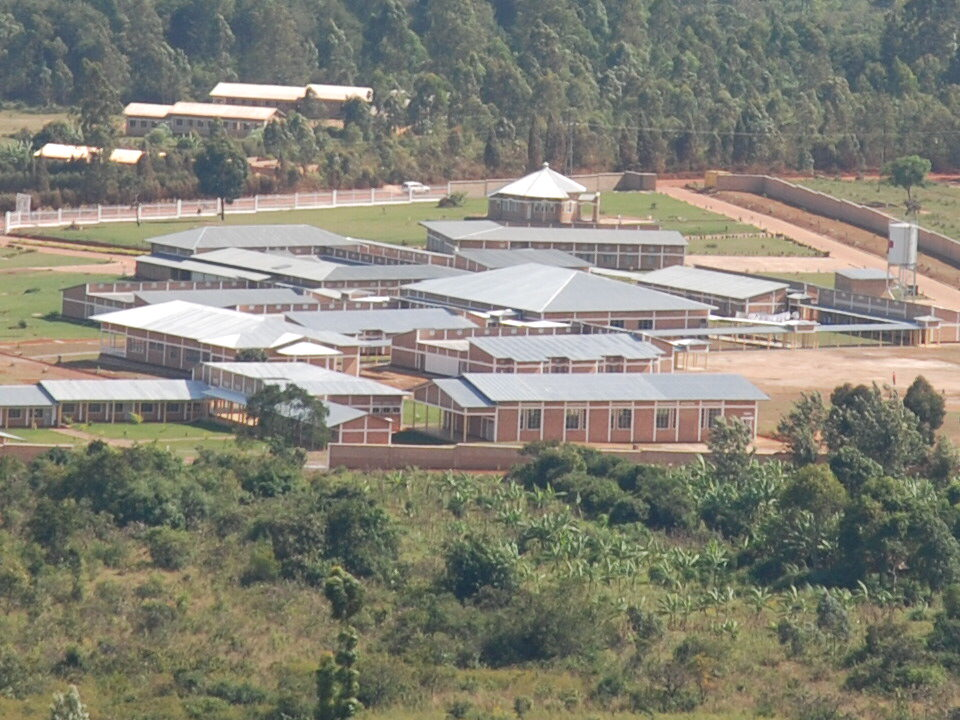
Hospital en la provincia de Ruyigi

En la década de 1980, las autoridades sanitarias de Burundi pidieron ayuda al Programa de las Naciones Unidas para el Desarrollo para desarrollar el control de calidad e iniciar nuevas investigaciones sobre productos farmacéuticos procedentes de plantas medicinales. Al mismo tiempo, se fundó la Asociación de Médicos Tradicionales de Burundi (ATRADIBU), que se asoció con la agencia gubernamental para crear el Centro de Investigación y Promoción de la Medicina Tradicional de Burundi (CRPMT).
La reciente afluencia de ayuda internacional ha apoyado la labor de los sistemas sanitarios biomédicos en Burundi. Sin embargo, los cooperantes internacionales se han mantenido tradicionalmente alejados de la medicina autóctona de Burundi. En 2015, aproximadamente 1 de cada 10 niños de Burundi moría antes de cumplir los 5 años por enfermedades prevenibles y tratables como la neumonía, la diarrea y la malaria. La violencia actual en Burundi ha limitado el acceso del país a los medicamentos y al equipamiento hospitalario. 
En 2015, la esperanza de vida de Burundi era de 60,1 años. En 2013, Burundi gastó el 8 % de su PIB en atención sanitaria. Mientras que la tasa de fertilidad de Burundi es de 6,1 hijos por mujer, la tasa de mortalidad del país es de 61,9 muertes por cada 1.000 nacidos vivos. Según la OMS, la esperanza de vida media en el país es de 58/62 años. Las enfermedades más comunes en Burundi son la malaria y la fiebre tifoidea.

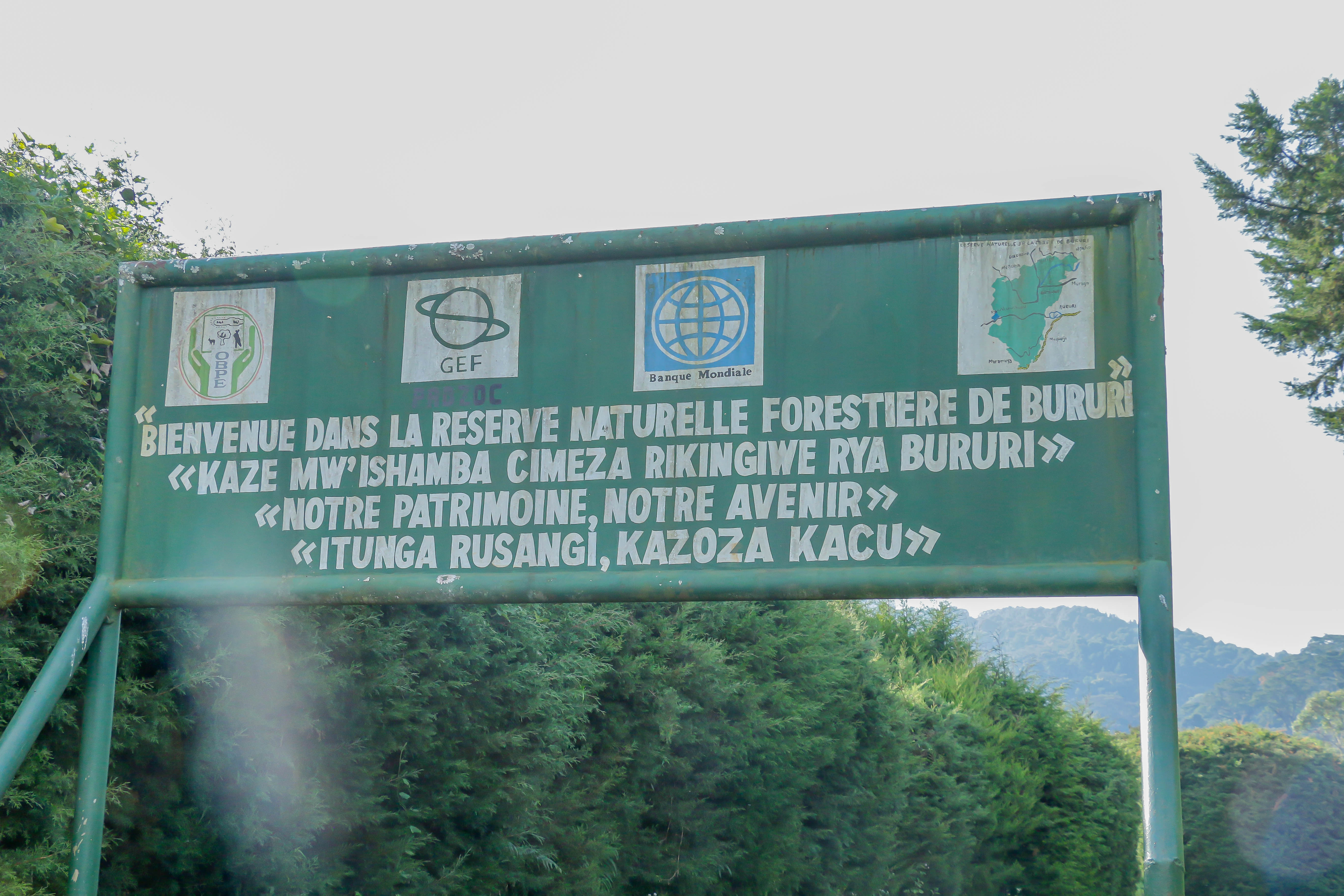
Cartel en Burundi escrito en francés y kirundi

### Idiomas
Las lenguas oficiales de la República de Burundi son el kirundi y el francés, ambas utilizadas como lenguas de enseñanza, y el suajili, que no es lengua oficial del país. Sin embargo, el francés sigue siendo una lengua de élite, hablada por el 8,3% de la población en 2008, es decir, un burundés de cada doce. El suajili, lengua regional bantú, lo hablan sobre todo los comerciantes y se limita principalmente a las zonas urbanas. Cuatro lenguas son obligatorias desde el primer curso de primaria: el kirundi (8 horas semanales), el francés (8 horas), el inglés (2 horas) y el suajili (2 horas).
En 2014, la Asamblea Nacional aprobó un proyecto de ley para hacer oficiales tres lenguas: kirundi, francés e inglés; la ley sin embargo no ha sido promulgada.
Alrededor del 97% de la población habla kirundi como lengua materna, lo que convierte a Burundi en un caso raro de unilingüismo entre los países africanos.
Las lenguas leídas y escritas en Burundi eran, por orden de importancia en 2008

Wikipedistas de Burundi con una pancarta escrita en francés y kirundi

- Wikipedistas de Burundi con una pancarta escrita en francés y kirundiKirundi: el 42,5% de la población de Burundi sabe leer y escribir en kirundi, es decir, 2.261.931 personas de un total de 2.299.387 alfabetizadas, lo que representa el 98,4% de las personas alfabetizadas. La tasa de alfabetización en kirundi aumenta con la edad, pasando del 9% entre los mayores de 70 años al 56% entre los jóvenes de 15 a 19 años. Entre las personas que sólo saben leer y escribir, oscila entre el 98% y el 99% cualquiera que sea su edad.

- Francés: el 12,5% de la población de Burundi sabe leer y escribir en francés, es decir, 665.189 personas de un total de 2.299.387 alfabetizados, lo que representa el 28,9% de las personas alfabetizadas. La tasa de alfabetización en francés también evoluciona positivamente con la edad: pasa del 1% entre las personas mayores de 70 años al 21% entre los jóvenes de 15 a 19 años, aunque se observa un fuerte descenso entre los jóvenes de 10 a 14 años, ya que la tasa cae del 21% al 9%, probablemente debido al sistema escolar del país, que enseña francés a una edad más tardía. Sólo entre las personas alfabetizadas, la tasa aumenta con la edad, pasando del 13% entre los mayores de 70 años al 39% entre los jóvenes de 20 a 24 años, aunque se observa un ligero descenso entre los jóvenes de 15 a 19 años (37%) y una fuerte caída entre los jóvenes de 10 a 14 años (16%), probablemente debido al sistema escolar del país, que enseña francés a una edad más tardía.

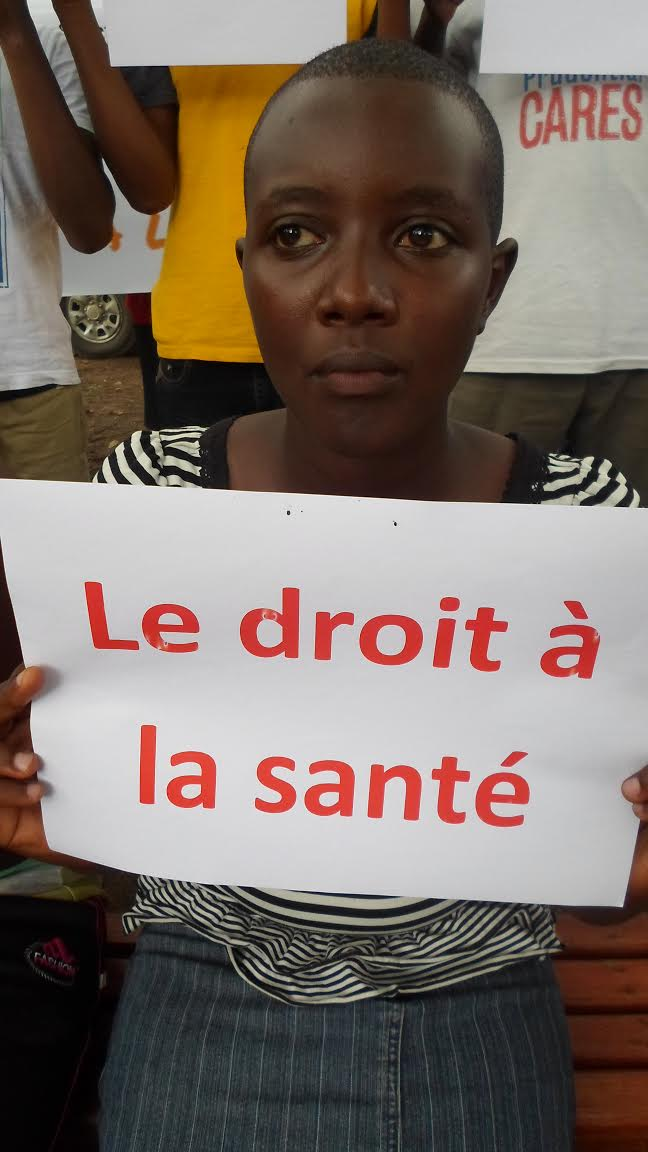
Una joven en Burundi con una pancarta que dice El derecho a la salud escrito en francés

- Una joven en Burundi con una pancarta que dice ''El derecho a la salud'' escrito en francésInglés: el 3,1% de la población de Burundi sabe leer y escribir en inglés, es decir, 164.670 personas de un total de 2.299.387 alfabetizados, o el 7,2% de las personas alfabetizadas. La tasa de alfabetización en inglés también evoluciona positivamente con la edad: pasa del 0,2% entre las personas mayores de 70 años al 7% entre los jóvenes de 20 a 24 años, pero desciende bruscamente entre los jóvenes de 15 a 19 años (sólo el 3%) y aún más entre los de 10 a 14 años (sólo el 0,5%), probablemente debido al sistema escolar del país, que enseña inglés a las personas incluso más tarde. Sólo entre las personas alfabetizadas, progresa positivamente con la edad, pasando del 2% entre los mayores de 70 años al 14% entre los de 20-24 años, pero con un fuerte descenso entre los de 15-19 años (5%) y aún más entre los de 10-14 años (1%), probablemente debido al sistema escolar del país, que enseña inglés aún más tarde.

- Suajili: el 2,1% de la población de Burundi sabe leer y escribir en esta lengua africana, es decir, 110.038 personas de un total de 2.299.387 alfabetizadas, o el 4,8% de las personas alfabetizadas. La tasa de alfabetización en suajili aumenta con la edad entre las personas mayores de 70 años (0,5%) y las que tienen entre 30 y 34 años (3,4%), pero desciende constantemente con la edad por debajo de los 30 años hasta llegar a sólo el 1,1% entre los 10 y los 14 años, probablemente debido al sistema escolar del país, que no enseñó la lengua en la escuela hasta 20094,7. Sólo entre las personas alfabetizadas, cambia positivamente con la edad entre los mayores de 70 años (5%) y los que tienen entre 40 y 44 años (10%), pero disminuye constantemente con la edad por debajo de los 40 años hasta alcanzar sólo el 2% entre los 10 y los 14 años, probablemente debido al sistema escolar del país, que no enseñó el idioma en la escuela hasta 2009.[84]

- Otras lenguas: el 0,2% de la población de Burundi sabe leer y escribir en lenguas distintas de las cuatro mencionadas, es decir, 12.993 personas de un total de 2.299.387 alfabetizadas, o el 0,6% de las personas alfabetizadas. La tasa de alfabetización en otras lenguas aumenta con la edad entre las personas mayores de 70 años (0,1%) y las que tienen entre 30 y 34 años (0,4%), pero disminuye constantemente con la edad por debajo de los 30 años, alcanzando sólo el 0,1% entre los 10 y los 14 años, probablemente debido al sistema escolar del país, sin aprendizaje de otras lenguas en la escuela.

### Educación
La enseñanza es obligatoria en Burundi durante los seis cursos comprendidos entre los 7 y los 13 años[1]. En teoría, la enseñanza primaria es gratuita.

La enseñanza primaria en Burundi comprende seis cursos entre los 7 y los 13 años. El siguiente nivel educativo, conocido como primer ciclo de secundaria, comprende otros cuatro cursos. Los alumnos se examinan en el último curso de primaria (Certificat de fin d'études primaires) y en el décimo curso (Certificat du tronc commun) para acceder a la enseñanza secundaria superior. Por último, se establece un examen final en el último año de Secundaria superior conocido como Diploma de fin de estudios secundarios (Diplôme de fin d'études secondaires).

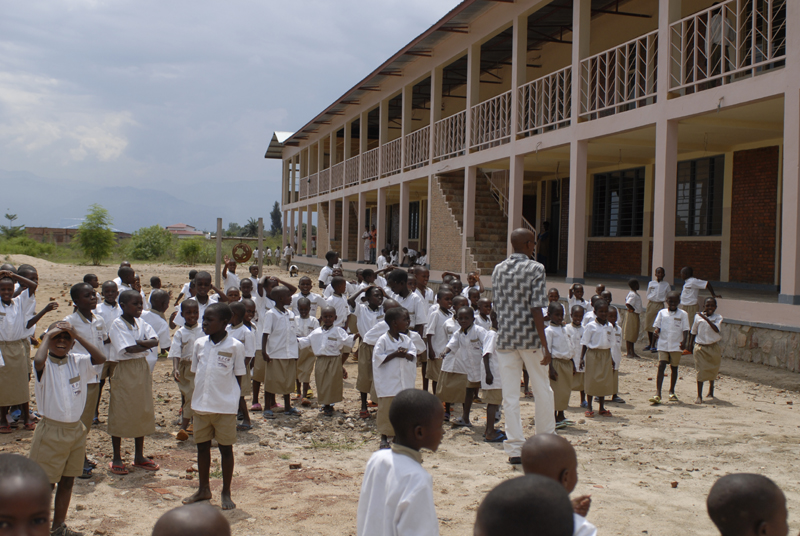
Escuela Carolus Magnus en Burundi.

En 2015, la tasa bruta de matriculación en primaria de los niños (de 8 a 10 años) fue del 61%. El 26% de los niños del mismo grupo de edad combinaron la educación con un trabajo remunerado. Hubo una tasa de finalización de la educación primaria del 66%. La proporción de alumnos por profesor en Burundi en 2011 fue de 29,4.
Los niveles generales de educación en Burundi son bajos. En 2011, el país tenía una tasa de alfabetización estimada de aproximadamente el 60 por ciento. El gobierno de Burundi es signatario de varios protocolos internacionales contra el trabajo infantil. En la práctica, la realidad del sistema educativo burundés suele diferir de su estructura legal. Los combates de la guerra civil burundesa (1993-2006) dañaron especialmente el sistema educativo. Alrededor del 25% de todas las escuelas del país quedaron destruidas y muchos profesores murieron o se convirtieron en desplazados internos. Más de 6.000 niños burundeses viven también en campos de refugiados fuera de Burundi,
La Iniciativa para la Medición de los Derechos Humanos (HRMI, por sus siglas en inglés) considera que Burundi cumple al 100% lo que debería en materia de derecho a la educación en función del nivel de renta del país.

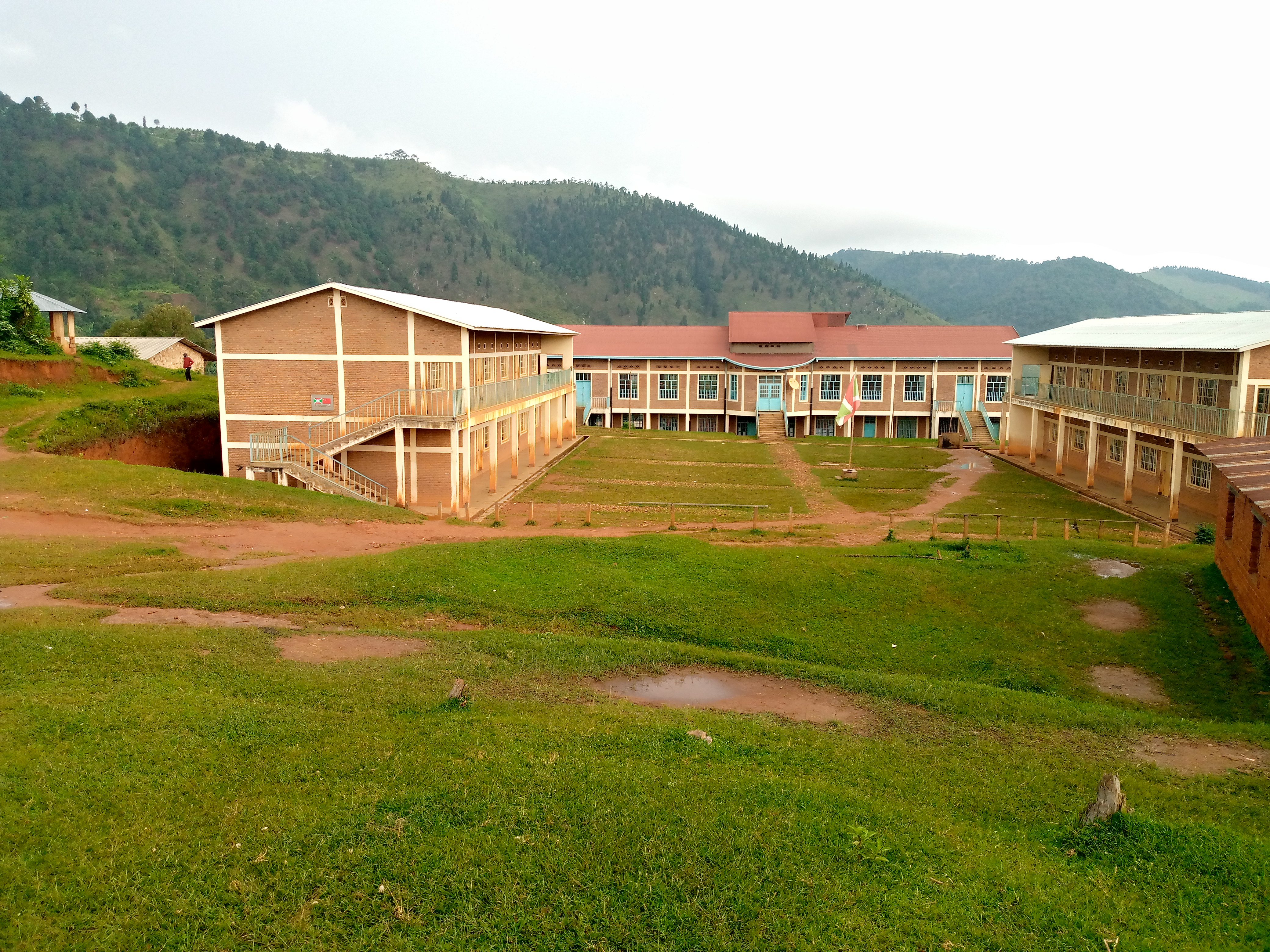
Edificios del Liceo San Juan Bautista de Murago (Lycée Saint Jean Baptiste de Murago)

Desde la declaración de independencia del Estado burundés, el sistema educativo se estableció en torno a la organización religiosa, que ya estaba muy presente. El sistema educativo burundés, tal y como lo percibe y organiza la Iglesia, parece tener dos vertientes bien diferenciadas. Por una parte, una educación no formal y de masas, abierta a los adultos y a los jóvenes que deseen bautizarse, una educación centrada en el aprendizaje de la Biblia, la lectura y la escritura; por otra parte, una educación formal muy selectiva, muy costosa a partir del nivel secundario y desequilibrada, con sin embargo un contenido y ciertas estructuras calcados del modelo belga.
Probablemente la reforma escolar más significativa de la historia del país fue la de 1973. Preveía que en 1989 el 84% de los niños de siete años, edad legal de inscripción en la escuela primaria, estuvieran matriculados. Esta reforma también pretendía desarrollar una educación que tuviera en cuenta las especificidades culturales nacionales, ya que la que se impartía hasta entonces se inspiraba en gran medida en las realidades de las sucesivas potencias coloniales en Burundi (alemana, luego belga). Por eso se introdujeron los conceptos de "kirundización" y "ruralización". Los responsables políticos de la época consideraron que el impacto de esta estrategia lingüística en los resultados escolares sería importante.
Con el apoyo de la Cooperación Técnica Belga, se creó el Instituto Pedagógico (IP) en 1980 con una formación máxima de dos años después de las Humanidades Generales (bachillerato equivalente ). El objetivo era aumentar el número de profesores de secundaria inferior.
La reforma de 1982 introdujo el doble turno de profesores y locales y supuso un paso decisivo en la promoción del acceso a la educación en Burundi.

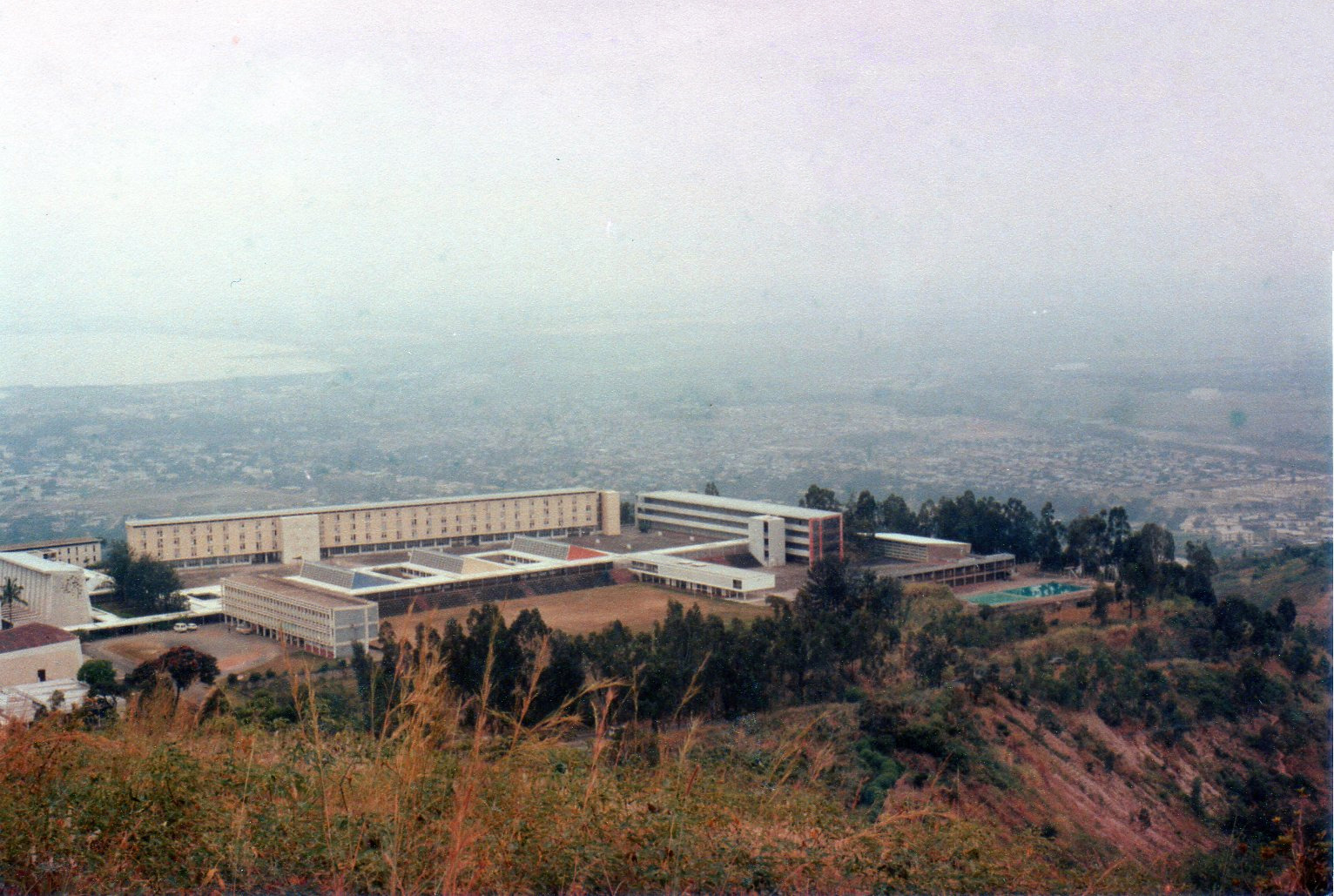
Campus de la Universidad de Buyumbura

Permitió duplicar la escolarización en el nivel primario en menos de 10 años. En el nivel secundario, cabe destacar la creación de las Escuelas de Formación del Profesorado (EFI), que sustituyeron a las Écoles Normales y a las Écoles Moyennes Pédagogiques. Las EFI han sido sustituidas por las Escuelas Superiores Pedagógicas con una formación de dos años después del tronco común. En el nivel superior, la principal innovación fue la fusión de la École Normale Supérieure y la Universidad Oficial de Buyumbura, dos instituciones perjudicadas por el periodo de colonización, para crear la Universidad de Burundi (UB).
El sistema educativo burundés se vio profundamente afectado por la guerra civil de 1993. La disminución de las dotaciones, de los salarios de los profesores y la no escolarización de una parte de la población dejaron huellas más allá de la reforma del sistema escolar de 1997. Así, en 2004, el nivel de gasto público en educación todavía no había alcanzado el de antes de la crisis de 1993.
La Supresión efectiva de las tasas académicas para acceder a la enseñanza primaria se produjo solo en 2005
En 2006 se produjo la Entrada del suaili y del inglés en el sistema de enseñanza primaria (las lenguas de enseñanza primaria y secundaria siguen siendo el kirundi y el francés).
Desde 2012 Burundi está inmerso en una profunda reforma de su sistema educativo en el marco de un nuevo plan sectorial para el desarrollo de la educación y la formación profesional (PSDEF) 2012-2020. Esta nueva estrategia, que consagra en particular la transición a una educación básica de 9 años, cuenta con el apoyo de los socios técnicos y financieros del Estado, en particular a través del Fondo Común para la Educación (FCE).
En Burundi se encuentra la Universidad de Buyumbura. Hay varios museos en las ciudades, como el Museo Geológico de Burundi en Buyumbura; además del Museo Nacional de Burundi y el Museo de la Vida de Burumbí, en Gitega. La alfabetización adulta masculina ronda la mitad de los habitantes, y la femenina cerca de un cuarto.

### Refugiados
En 2007, Burundi acogía a casi 32.000 refugiados y solicitantes de asilo, la mayoría procedentes de la República Democrática del Congo y otros de Ruanda. Ese mismo año, casi 18.900 refugiados y solicitantes de asilo vivían en cuatro campos gestionados por el Alto Comisionado de las Naciones Unidas para los Refugiados, y el resto en lugares predeterminados y zonas urbanas45. Como se describe en la Encuesta Mundial sobre Refugiados de 2008 del Comité de Estados Unidos para los Refugiados y los Inmigrantes, los refugiados tenían que obtener permisos y determinados documentos cuando viajaban fuera de los campos, lo que limitaba su capacidad para trabajar.

## Cultura

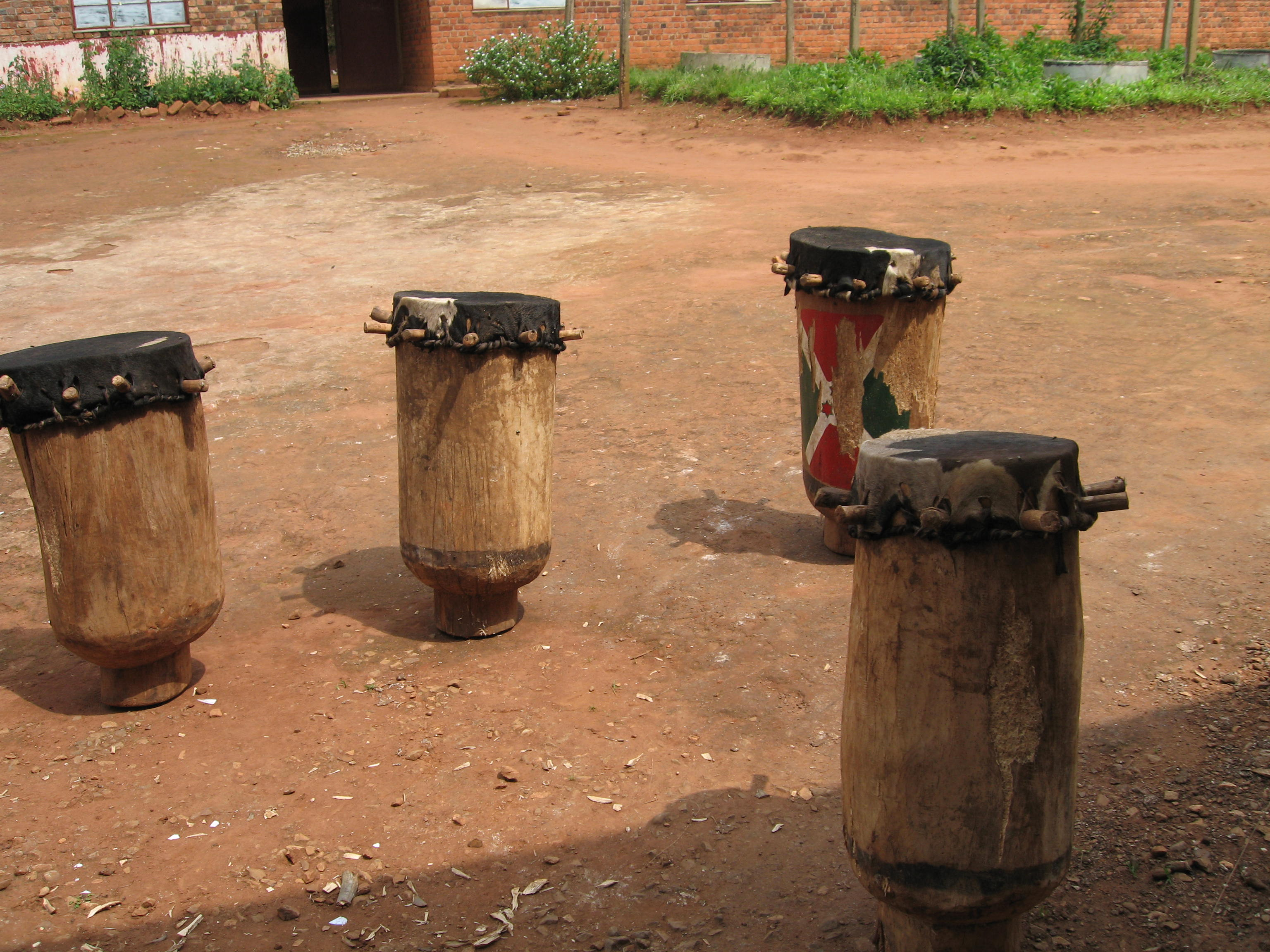
Tambores gitega.

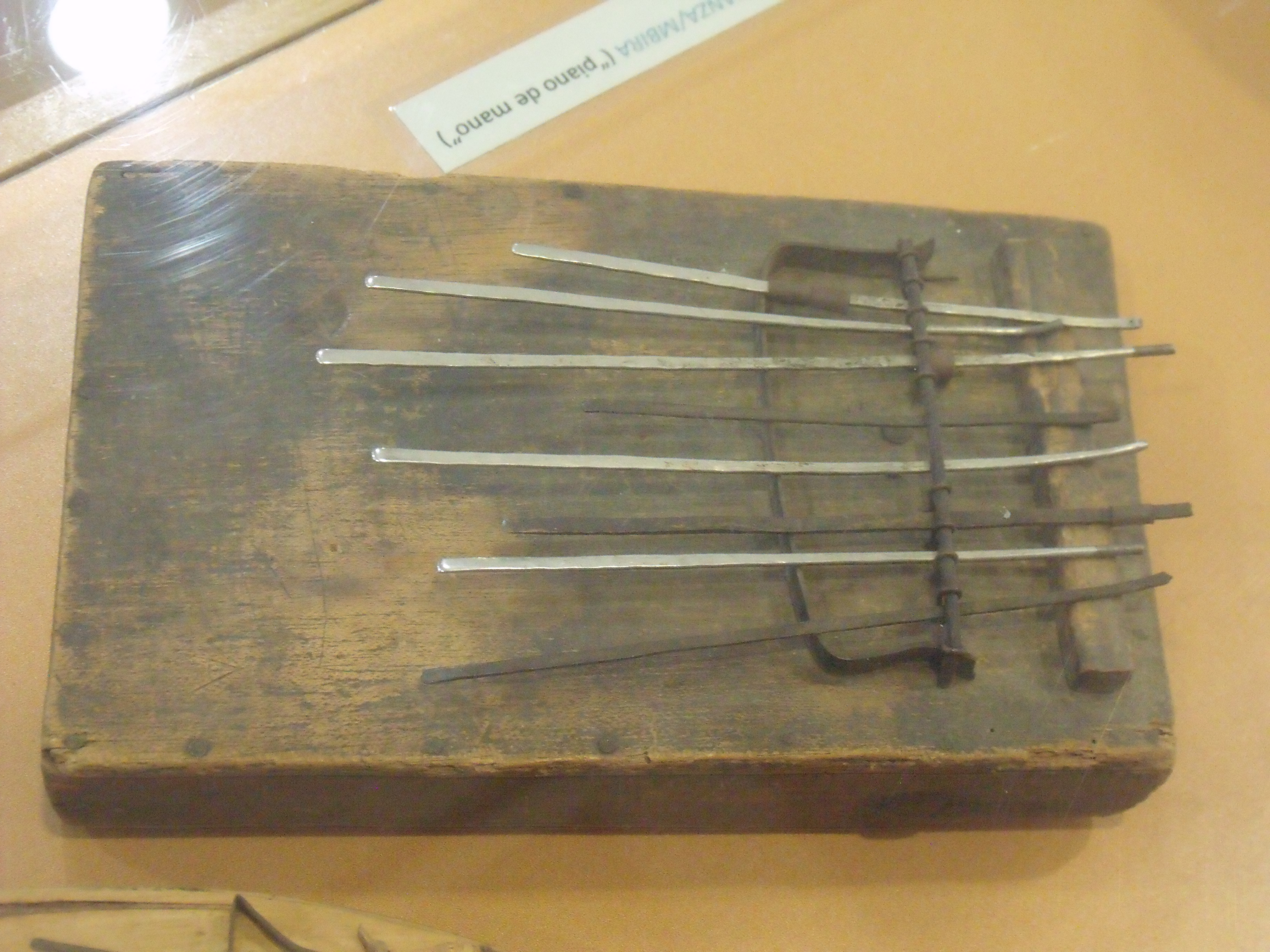
Ikembe

La cultura de Burundi se basa en las tradiciones locales y la influencia de los países vecinos, aunque se ha visto interrumpida por los desórdenes civiles. Dado que la principal actividad industrial en el país es la agricultura, una típica comida burundés consiste en batata, maíz y guisantes. Debido a su coste, la carne solo se come algunas veces al mes. Cuando varios burundeses de conocido cercano se unen para una reunión beben impeke, una cerveza, desde un gran contenedor. Cada persona recibe un sorbete para simbolizar la unidad.
La artesanía es una forma importante de expresión artística en Burundi y es atractiva en forma de regalo para muchos turistas. La cestería es una artesanía difundida entre los artistas burundeses. También se hacen otras artesanías como máscaras, escudos, cerámicas y estatuas.
El kirundi, el francés y el suajili son idiomas que se hablan en Burundi. La tasa de analfabetismo es alta, debido a la baja escolarización. Solo el diez por ciento de los
niños de Burundi se pueden permitir asistir a la
secundaria. La tradición oral está fuertemente
asentada en el país, y transmite historia y lecciones de vida a través de canciones, cuentos y poesías. El imigani, el indirimbo, la amazina, y el ivyivugo son géneros literarios existentes en Burundi.
En 2005, el gobierno decretó que el Eid al-Fitr, una celebración islámica, era considerada fiesta pública.
Recientemente, el gobierno ha realizado cambios en las leyes, uno de ellos criminaliza la homosexualidad. Las personas que se encuentran culpables de haber tenido relaciones con individuos del mismo sexo corren el riesgo de pasar entre dos y tres años en prisión, y deben pagar una multa que ronda entre los 50 000 y 100 000 francos burundeses. Amnistía internacional ha repudiado esta acción, tomándola como una violación a las obligaciones de Burundi bajo el marco de las leyes regionales e internacionales, incluso contra la constitución del país, que asegura el derecho a la privacidad.

### Tambores
El tamboreo es parte fundamental del patrimonio cultural de Burundi. El reconocido grupo Royal-Tambours du Burundi, que ha tocado durante más de 40 años, se destaca por sus tambores tradicionales, entre los que se encuentran el amashako, el ibishikiso, y el ikiranya. Las danzas se acompañan ocasionalmente por tambores, que se ven frecuentemente en celebraciones o reuniones familiares. El abatimbo, que se practica en ceremonias oficiales o rituales, y también el abanyagasimbo rápido, son algunos de las bailes famosos de Burundi. Algunos instrumentos musicales de renombre son la flauta, la cítara, el ikembe, el indonongo, el umuduri (similar al berimbau brasilero), el inanga y el inyagara.

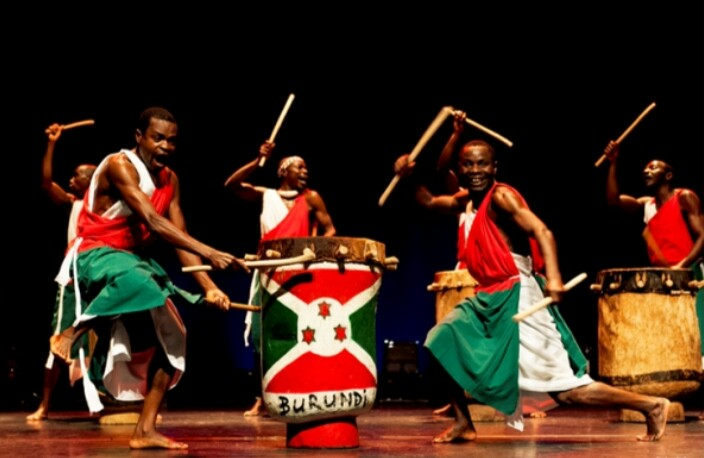
Tamborileros de Burundi

La reputación de los tamborileros se ha extendido más allá de Burundi, al resto del mundo. En África, simbolizan incluso la buena orquestación de los tambores.
Su arte es sagrado. También es laico. Es un vínculo místico entre un país, un pueblo y un instrumento. "Ingoma" representa el tambor, la partida ("Inkóko ni yó ngoma": Nos vamos al canto del gallo), el reino y la época.
Durante la representación, los tamborileros de Burundi o los ritualistas de Batimbo suelen formar un grupo de unas veinte personas.
Entran en escena con los tambores en la cabeza. Cantan mientras bailan. Dispuestos en arco alrededor del tambor central, la inkiránya, esperan su señal. Entonces, divididos en dos grupos, los abanyaMashāko y los abanyaBishikizo tocan su ritmo en armonía. El tamborilero solista, que toca el inkiránya o tambor central, ejecuta una danza que combina fantasía y gravedad. Danza guerrera, sus gestos son significativos. A veces, el solista simula cortarse el cuello. Así expresa su apego a su país: "¡Que muera si traiciono al Tambor! Todos los ritualistas del Batimbo le siguen porque le consideran su rey y ellos sus súbditos.

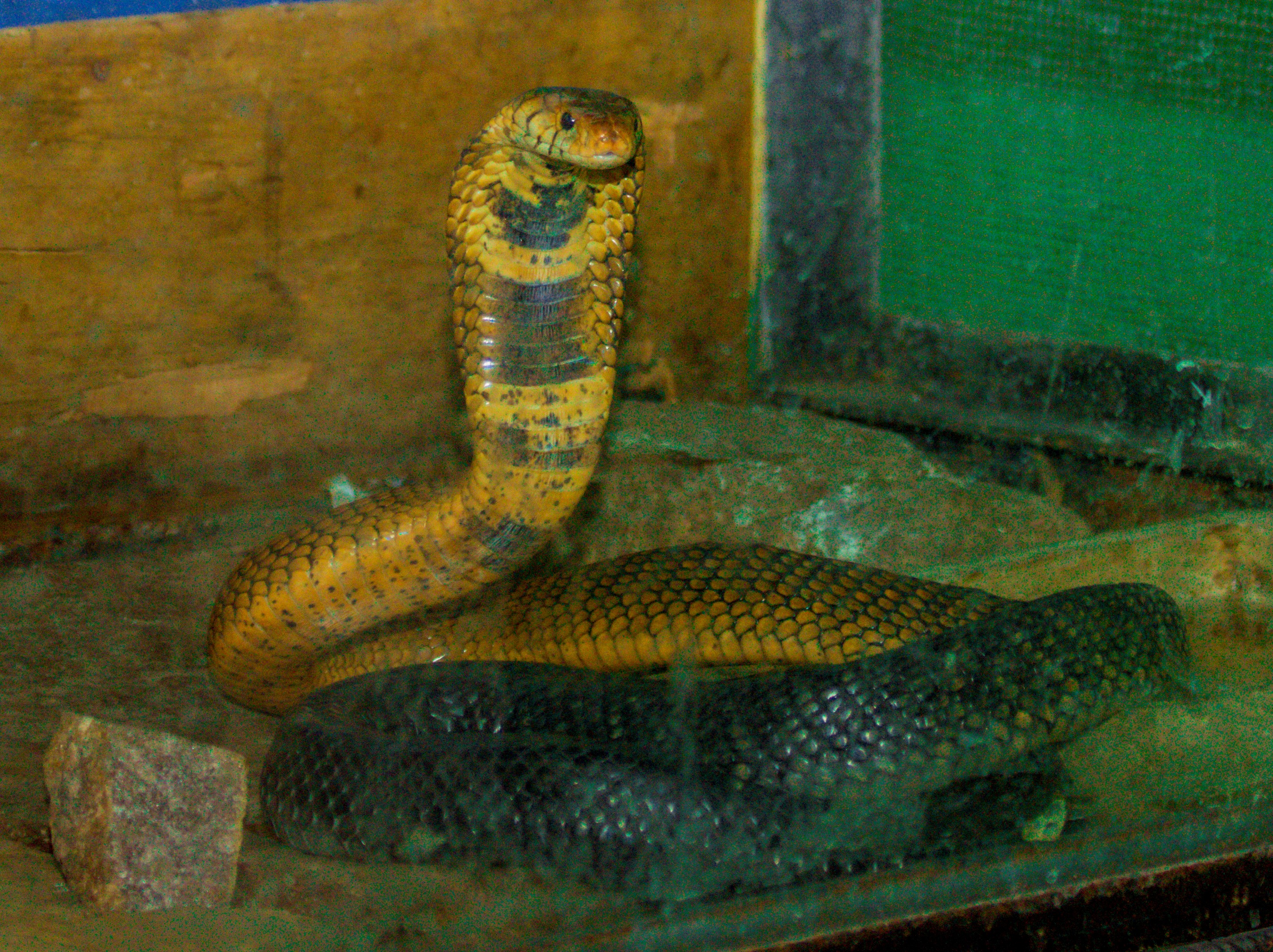
Cobra en el Museo viviente de Buyumbura (Musée vivant de Bujumbura)

Los tamborileros y ritualistas de Batimbo de Burundi son también artífices del humor, la sátira y la elegancia. El bailarín solista se transforma en un simpático payaso, que camina sobre las manos, utiliza un andar caricaturesco y guiña un ojo al público. Los tamborileros o ritualistas del batimbo de Burundi ocupan ikiránya o se turnan para tocar para el público. Pueden tocar solos, de dos en dos, de tres en tres o incluso de cuatro en cuatro. Son auténticos atletas, que corren, saltan, tuercen el cuello o las caderas, saltan unos sobre otros, etcétera. Los tamborileros saltan, cantan y caminan alrededor de los tambores que tocan, siguiendo la cadencia exigida por la danza del artista que baila frente a ellos, su rey. Básicamente, se le llama rey porque, además de que sus súbditos toquen los tambores en respuesta a su invitación, puede detener la danza si está seguro de que es necesario.

### Museos
Situado en Gitega, la segunda ciudad del país, el Museo Nacional alberga desde 1955 una colección etnográfica de objetos reales y cortesanos de la primera mitad del siglo XX, una colección arqueológica y fotografías históricas.
Hay fotos antiguas de reyes, príncipes y reinas del siglo pasado. Están rodeados de multitud de objetos que pertenecieron a los hombres y mujeres de este país: ornamentos, joyas, cestos de todas las regiones, vasijas de barro para infinidad de usos, calabazas para sacar agua o batir, lanzas para la guerra y la caza, herramientas de forja y escultura, y las primeras monedas que datan de las distintas colonizaciones.

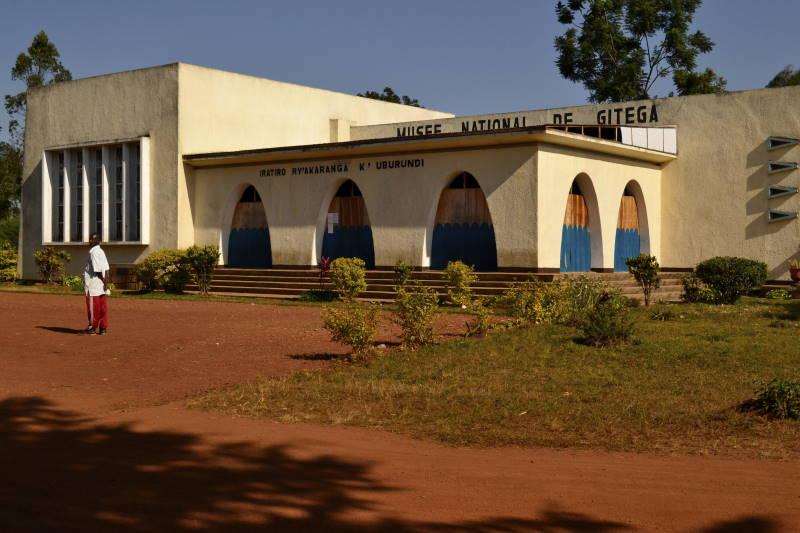
Museo nacional en Gitega (Musée national de Gitega o Iratiro ry'akaranga k'Uburundi)

En Gishora (en), el sitio real alberga también una reconstrucción a tamaño natural de una vivienda de estilo real. Se pueden visitar todos los patios contiguos a la casa principal, y después la cabaña redonda cubierta con un tejado de cúpula tejida y una gruesa capa de paja.
En Buyumbura, el museo viviente, situado junto al lago, cuenta con un aviario que alberga algunas de las especies de aves de Burundi y un centro de investigación herpetológica con grandes fosas y vitrinas que muestran muchas especies de reptiles, incluidos los cocodrilos del lago Tanganica. Desde 2011, en torno a este museo ha crecido un auténtico centro cultural, con un anfiteatro al aire libre para acoger actuaciones, así como tiendas de artesanía local.

### Ciencia y Tecnología
El Plan Estratégico de Ciencia, Tecnología, Investigación e Innovación de Burundi (2013) abarca los siguientes ámbitos: tecnología alimentaria; ciencias médicas; energía, minería y transporte; agua; desertificación; biotecnología medioambiental y conocimientos autóctonos; ciencia de los materiales; ingeniería e industria; TIC; ciencias espaciales; ciencias matemáticas; y ciencias sociales y humanas.

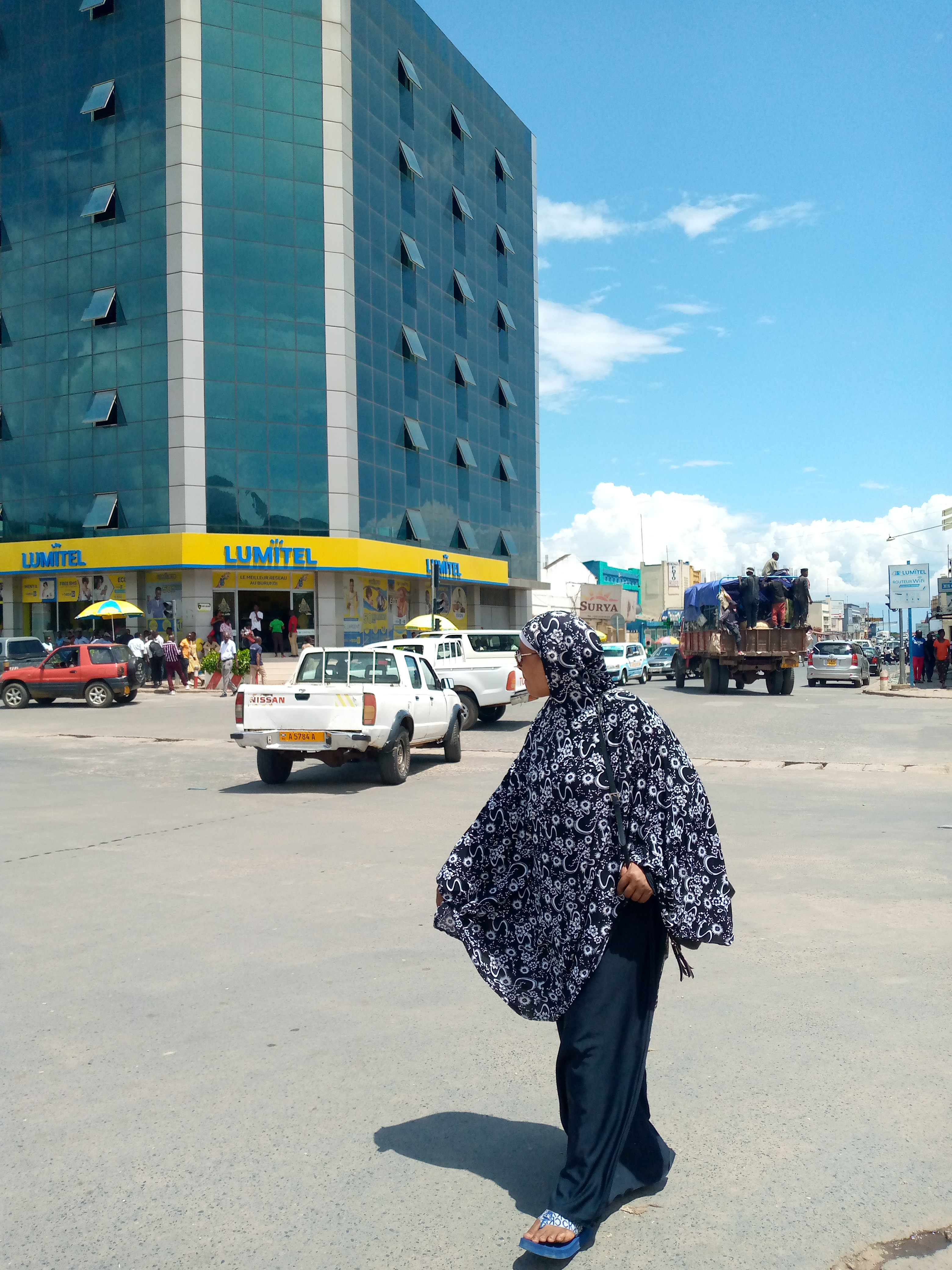
Oficinas de Lumitel (un empresa de telecomunicaciones) en Buyumbura, Burundi

En cuanto a las ciencias de los materiales, la intensidad de publicación de Burundi se duplicó, pasando de 0,6 a 1,2 artículos por millón de habitantes entre 2012 y 2019, lo que lo sitúa entre los 15 primeros del África subsahariana en esta tecnología estratégica.
Las ciencias médicas siguen siendo el principal foco de investigación: los investigadores médicos representaron el 4 % de los científicos del país en 2018, pero el 41 % de las publicaciones científicas entre 2011 y 2019.
El Plan Estratégico para la Ciencia, la Tecnología, la Investigación y la Innovación (2013) se ha centrado en desarrollar un marco institucional y una infraestructura, fomentar una mayor cooperación regional e internacional y situar la ciencia en la sociedad. En octubre de 2014, la Secretaría de la CAO designó centro de excelencia al Instituto Nacional de Salud Pública. No se dispone de datos sobre la producción en ciencias de la nutrición, el área de especialización del instituto, pero entre 2011 y 2019, los científicos de Burundi produjeron siete artículos sobre cada una de las enfermedades transmisibles tropicales y el VIH, y otros cinco sobre la tuberculosis, todas ellas áreas de interés para los Objetivos de Desarrollo Sostenible.
El Plan Estratégico también se ha centrado en la formación de investigadores. La densidad de investigadores (en número de personas) creció de 40 a 55 investigadores por millón de habitantes entre 2011 y 2018. La cantidad de financiación disponible para cada investigador aumentó más del doble, de 14 310 dólares PPA (valores constantes de 2005) a 22 480 dólares PPA, ya que el esfuerzo nacional de investigación también ha aumentado desde 2012, del 0,11 % al 0,21 % del PIB.
Burundi casi ha triplicado su producción científica desde 2011, pero el ritmo no se ha acelerado desde la adopción de los Objetivos de Desarrollo Sostenible en 2015. Con seis publicaciones científicas por millón de habitantes, Burundi sigue teniendo una de las tasas de publicación más bajas de África Central y Oriental. Alrededor del 97,5 % de las publicaciones contaron con coautoría extranjera entre 2017 y 2019, y los ugandeses figuran entre los cinco principales colaboradores.

### Cine
El primer largometraje burundés fue Gito, l'ingrat, de Léonce Ngabo, estrenado en 1992. El protagonista, Gito, es un hombre que ha conseguido ir a estudiar a Francia; muy orgulloso de su éxito y lleno de sí mismo, regresa a Burundi lleno de desprecio por su país natal, con la certeza de que su camino le permitirá conseguirlo todo fácilmente, ya sea en los negocios o con las mujeres. En 2012 se estrenó el segundo largometraje de Roland Rugero, Les Pieds et les Mains (Amaguru n'amaboko), que narra la historia de una joven promesa del fútbol cuyo tío intenta desviar su beca hacia la corrupción.

En 2009, se creó el Festival Internacional de Cine y Audiovisual de Burundi (Festicab) para promover y recompensar las películas, los cineastas y los actores burundeses. En su primera edición, el festival solo presentó tres películas a concurso, pero en su tercera edición, en 2011, ya había presentado una veintena de películas de todos los géneros y formatos. 

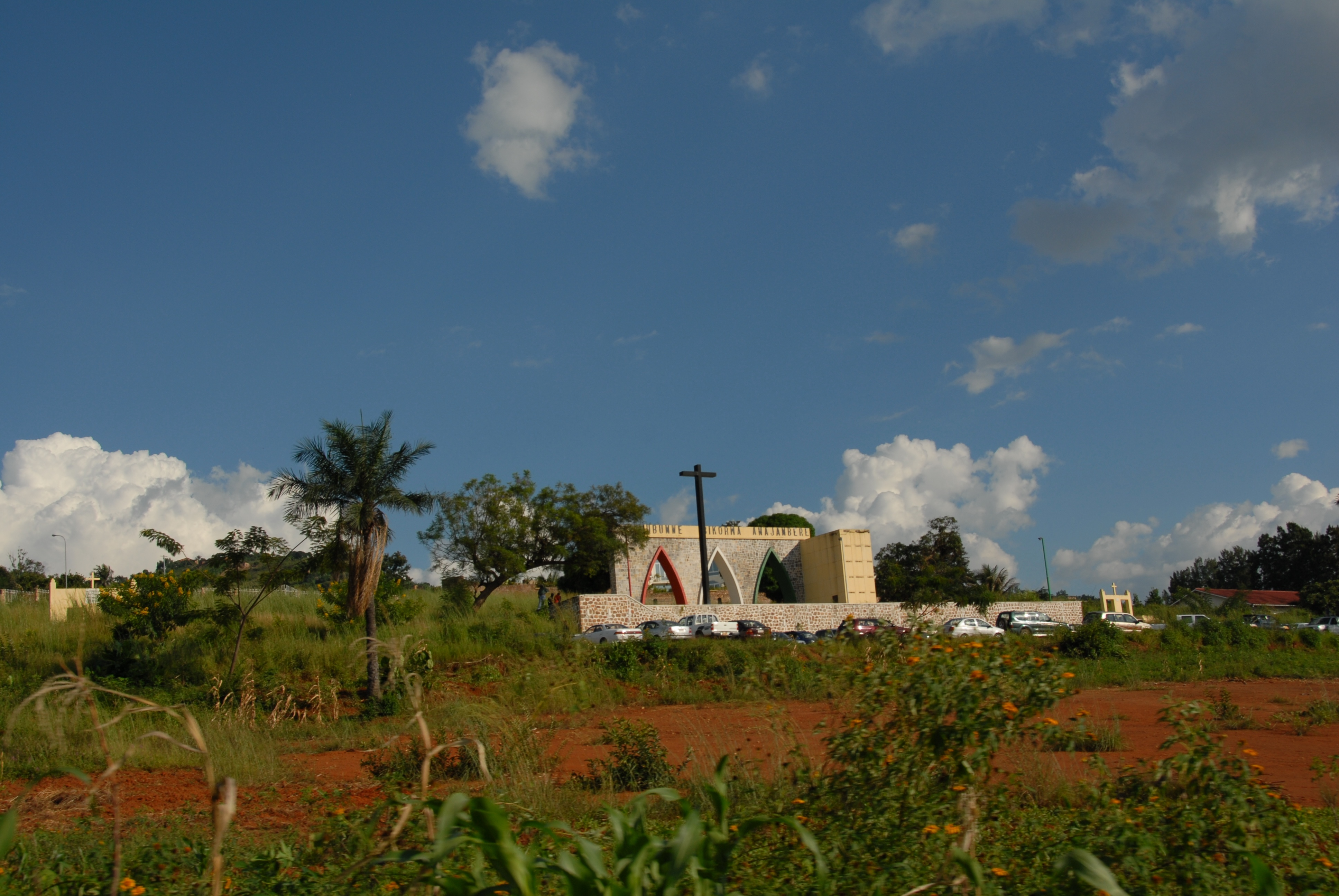
Mausoleo del Príncipe Rwagasore

### Monumentos
En Buyumbura, en el mirador que domina la ciudad, se encuentra el mausoleo del príncipe Louis Rwagasore, fundador del partido político Unión para el Progreso Nacional y héroe de la independencia de Burundi.
A 10 km al sur de Buyumbura, se ha erigido una lápida para conmemorar el encuentro de los exploradores Stanley y Livingstone.
A 114 km de la capital, en la carretera Buyumbura-Ijenda-Matana, en Rutovu, una pirámide se alza sobre la fuente más meridional del Nilo, a más de 2000 m de altitud.
Fuera de Buyumbura, los parajes naturales incluyen la falla de Nyakazu, las cataratas de Karera, vistas del lago Tanganica en Vyanda o Kabonambo, lagos en la provincia de Kirundo, plantaciones de té en Teza o Rwegura. Burundi también cuenta con varias fuentes termales, aún poco explotadas.

### Fiestas
| Fecha                            | Nombre en castellano    | Nombre local                                   | Notas                                                     |
| -------------------------------- | ----------------------- | ---------------------------------------------- | --------------------------------------------------------- |
| 1 de enero                       | Día de año nuevo        | Jour de l’an                                   | -                                                         |
| 5 de febrero                     | Día de la unidad        | Jour de l’unité                                | -                                                         |
| 1 de mayo                        | Día del trabajo         | Fête du travail                                | -                                                         |
| Varía cada año                   | Ascensión               | Ascensión                                      | -                                                         |
| 1 de julio                       | Día de la independencia | Ukwikukira kw'Uburundi /Fête de l’indépendance | -                                                         |
| 15 de agosto                     | Asunción                | Assomption                                     | -                                                         |
| 13 de octubre                    | Rwagasore               | Rwagasore                                      | Aniversario del asesinato de Louis Rwagasore              |
| 21 de octubre                    | Día de Ndadaye          | Jour de Ndadaye                                | Aniversario del asesinato del presidente Melchior Ndadaye |
| Variable con el calendario lunar | Fin del Ramadán         | Fin du Ramadan                                 | Fiesta islámica                                           |
| 1 de noviembre                   | Día de Todos los Santos | Toussaint                                      | -                                                         |
| 25 de diciembre                  | Día de Navidad          | Jour de Nöel                                   | -                                                         |

## Deporte

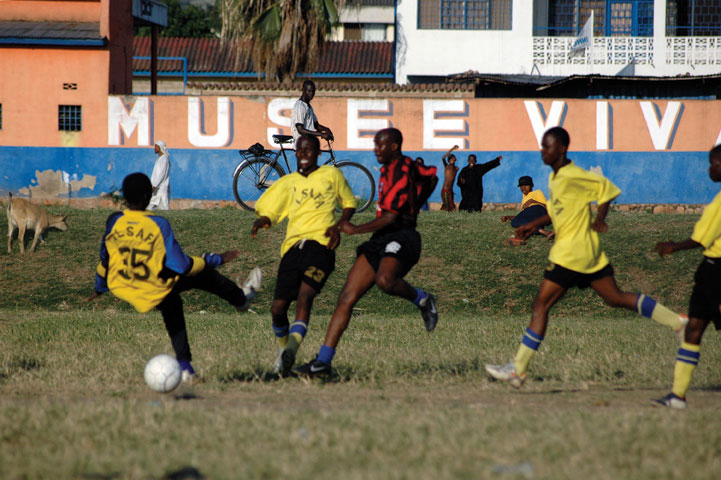
Fútbol en Burundi.

El baloncesto y el atletismo son deportes notorios en Burundi. El fútbol es un pasatiempo popular en todo el país, como también lo es la mancala. La selección de fútbol es una selección de medio-bajo nivel en África. Nunca se ha clasificado para un Mundial, pero recientemente se clasificó a la Copa Africana de Naciones 2019, su primera vez en un gran torneo. Sin embargo, en el torneo quedaron últimos en su grupo, sin puntos y sin anotar ningún gol. Dentro del País, existe la Primera División de Burundi, fue fundada en 1963 y el equipo más ganador es el Vital'O con 20 conquistas.